# 2023-as Izrael–Hamász-háború
A Izrael–Hamász-háború vagy Izrael-Gáza háború 2023. október 7-én kezdődött, és még jelenleg is dúl. Így az 1947. november 30-án kirobbant palesztinai polgárháborút is beleértve ez a háború az izraeli-palesztin konfliktus eddigi leghosszabb háborúja. A háború Izrael hadereje és palesztin fegyveres ellenállási szervezetek közti harcként indult, de a háború gyorsan nemzetközivé vált, miután abba mind Izrael, mind a palesztinok oldalán több ország haderői és fegyveres szervezetei tevőlegesen beavatkoztak.
A két fél közötti konfliktus hosszú történetében ez a háború a legvéresebb a palesztinok számára. 2025 augusztusának elejére a Gázai övezetben a halálos áldozatok száma meghaladta a 61 000, Ciszjordániában az 1000 főt. A harci cselekmények áldozatai mellett 2025 márciusától az izraeli zárlat miatt kialakult éhezés és éhínség is egyre több áldozatot szedett. A világsajtót bejárták a súlyosan alultáplált és éhen halt gyermekekről készült felvételek. 
Az izraeli hatóságok közlése szerint a harcokban 2024 októberéig közelítőleg 830 izraeli és külföldi polgári személy és 728 izraeli katona vesztette életét. A háború áldozatokat követelt Libanonban, Szíriában és Jemenben is.
A 2023-as Izrael–Hamász-háború 2023. október 7-én, a szimchat Tórá zsidó ünnep reggelén kezdődött. Ezen a napon a Gázai övezetben működő palesztin fegyveres ellenállási szervezetek a Hamász vezetésével váratlan, nagyszabású rajtaütést indítottak izraeli célpontok ellen. Ennek keretében a palesztinok körülbelül 3000 kezdetleges, házi készítésű rakétát lőttek ki Izraelre, palesztin harcosok áttörték az Izrael által a Gázai övezet köré épített műszaki zárat (hét méter magas kerítés, kamerák, érzékelők, önműködő gépfegyverek és őrtornyok kiterjedt rendszerét), laktanyákat, támaszpontokat támadtak meg, zsidó telepekre és településekre hatoltak be és számos foglyot ejtettek, akiket a Gázai övezetbe vittek. A palesztinok támadásukat al-Aksza áradás műveletnek (arabul: عملية طوفان الأقصى) nevezték. 
A palesztin támadás során az izraeli oldalon 1139 fő vesztette életét. Az áldozatok közül 695 volt izraeli polgári személy (közülük 36 gyermek), 373 a rendvédelmi szervek tagja, 71 fő pedig külföldi, jellemzően az izraeli gazdaságokban és háztartásokban alkalmazott ázsiai vendégmunkás. 
Az áldozatok egy része nem a palesztin harcosoknak esett áldozatul, hanem az izraeli fegyveres erők támadásai során, "baráti tűzben" vesztette életét, azonban az izraeli hatóságok a különleges körülményekre hivatkozva nem tartották erkölcsileg elfogadhatónak az ilyen esetek kivizsgálását, de a társadalmi nyomásra 2024 első felében indult vizsgálatok júliusra megállapították, hogy „a katonák elhelyezése többször kaotikus volt”, és hogy a „Hannibál Direktíva (aminek célja, hogy minden módon megakadályozza, hogy a Hamász izraeli túszokkal hagyja el a területet) alkalmazása az azonosíthatatlan járművek és mozgás miatt legalább 14 civil és túsz halálát okozta”.
A felek közti amúgy is rossz viszonyt tovább rontó palesztin támadás az izraeli állam és a palesztinok közötti sok évtizedes ellentétet és éveken át tartó, egyre súlyosbodó összecsapásokat követett. A kiváltó okok közé tartoztak az 1967 óta Izrael által törvénytelenül megszállt palesztin területek illegális zsidó telepeinek telepesei által elkövetett, mind gyakoribb támadások, valamint a Dzsenínben és az al-Aksza-mecsetben történt összecsapások, melyekben közel 250 palesztin és 32 izraeli vesztette életét. A Hamász ezeket az eseményeket jelölte meg a támadás fő okaként, és felszólította a Gázán kívüli palesztinokat, hogy csatlakozzanak a megszállók elleni harchoz.
Egyes szakértők a palesztin kitörést a harmadik intifáda kezdetének nevezték. 1973 óta először, szinte pontosan 50 évvel a jom kippuri háború kezdete után Izrael hadi állapotot hírdetett.
A nyugati világ több országa elítélte a Hamász erőszakos fellépését, és terrorizmusnak minősítette a szervezet támadását, míg az arab világban sokan a palesztin területek izraeli megszállását és a palesztinok önrendelkezési jogának megtagadását okolták a helyzet eszkalációjáért. Szaúd-Arábia, Egyiptom, Jordánia, az Egyesült Arab Emírségek, Bahrein, Marokkó, Indonézia, Pakisztán, Nigéria és Törökország is deeszkalációra szólította fel a két felet, Katar és Malajzia pedig a cionista telepeseknek az al-Aksza-mecsetbe történő erőszakos behatolásával magyarázta a háború kirobbanását. Afganisztán támogatását fejezte ki a palesztinoknak, míg a Hamász kijelentette, hogy Irán segítette az offenzíva kivitelezésében, amit az ország ugyan tagadott, de méltatta „a palesztinok spontán megmozdulását a megszálló hatalommal szemben”. Az Egyesült Államok kormánya bejelentette, hogy feltétel nélkül támogatja Izraelt, és mindent meg fog tenni az ország megsegítésére.
A támadás nyomán az izraeli kormány országos szükségállapotot hirdetett. Benjámín Netanjáhú izraeli miniszterelnök bejelentette, hogy az ország háborúban áll. Az izraeli ellentámadás a Vaskardok nevet kapta. Izrael a palesztin rajtaütésre légitámadásokkal és rakétacsapásokkal válaszolt, melyek nemcsak katonai, hanem civil célpontokat – kórházakat, lakóépületeket, oktatási intézményeket, templomokat és mecseteket – is érintettek. A konfliktus első három napján a Palesztin Egészségügyi Minisztérium jelentése szerint Izrael megölt legalább 500 palesztint, köztük civileket, gyermekeket és nőket is, míg az IDF kijelentette, hogy legalább 400 terroristával végzett.
2023. október 27-én, több hétnyi bombázás és tüzérségi előkészítés után az izraeli szárazföldi haderők behatoltak a Gázai övezetbe. Az izraeli támadás bejelentett célja a Hamász elpusztítása és a Gázai övezet elfoglalása volt. Az izraeli behatolás nyomán hosszan elhúzódó, máig (2024 novembere) is tartó harcok kezdődtek, melyek során az izraeli haderő a gázai polgári infrastruktúra (lakóházak, közművek, oktatási és egészségügyi intézmények, hitéleti és kegyeleti intézmények) nagy részét elpusztította, az izraeli haderő műveletei pedig aránytalanul magas járulékos veszteségekkel, azaz szélsőségesen nagy számú palesztin civil áldozattal jártak, járnak.
A civil infrastruktúra izraeli haderők általi szándékos szétrombolása és a rendkívül nagy számú palesztin áldozat (többségükben gyermekek és nők) miatt 2023. december 29-én a Dél-afrikai Köztársaság a Nemzetközi Bírósághoz fordult, mivel meglátása szerint Izrael Gázában megsértette a népirtás bűntettének megelőzése és megbüntetése tárgyában 1948. évi december 9. napján kelt nemzetközi egyezményt. 2024. január 26-i határozatával a Nemzetközi Bíróság befogadta a Dél-afrikai Köztársaság indítványát, egyúttal átmeneti rendelkezésként Izrael államot a népirtás megakadályozására kötelezte.
Az Egyesült Nemzetek Szervezete Közgyűlése 2024. szeptember 18-án fogadta el az A/RES/ES-10/24 jelű határozatot, amely felszólítja Izraelt, hogy tartsa be a nemzetközi jog követelményeit és a határozat keltétől számított legfeljebb 12 hónapon belül vonja vissza katonai erőit a megszállt palesztin területekről, mind a szárazföldről, mind a légtérből, mind a felségvizekről, azonnal hagyjon fel minden új telepépítési tevékenységgel, evakuálja az összes telepest a megszállt területekről, és bontsa el az általa épített határzár azon részeit, amelyeket megszállt ciszjordániai területen létesített. A Közgyűlés elvárja továbbá Izraeltől, hogy visszaadja a földbirtokokat és egyéb ingatlanvagyont, valamint a megszállás 1967-es kezdete óta lefoglalt összes vagyonelemet, és minden kulturális tulajdont és javat, amelyet palesztinoktól és palesztin intézményektől vett el, és minden természetes és jogi személynek jóvátételt fizessen, akinek a megszállás alatt kárt okozott.
2024. november huszonegyedikén a Nemzetközi Büntetőbíróság elfogatóparancsot adott ki Benjámin Netánjáhú izraeli miniszterelnök és Joáv Galant korábbi védelmi miniszter ellen háborús bűnök és emberiesség elleni bűncselekmények megalapozott gyanúja miatt.
A palesztinoknak a genfi egyezmények I. jegyzőkönyve értelmében a nemzetközi jog és az ENSZ által elismert joguk van ellenállni az izraeli megszállásnak. Ezt a jogot az idegen és gyarmati uralom alatt álló összes nép önrendelkezési jogával összefüggésben erősítették meg. Az Egyesült Nemzetek Szervezete Közgyűlése (UNGA) kifejezetten megerősítette a palesztinok jogát ahhoz, hogy ellenálljanak az izraeli katonai megszállásnak, beleértve a fegyveres harcot is. Az A/RES/38/17 (1983.11.22.) közgyűlési határozat 2. pontja kimondta, hogy „megerősíti a népek függetlenségükért, területi integritásukért, nemzeti egységükért, valamint a gyarmati uralom, az apartheid és az idegen megszállás alóli felszabadulásukért folytatott küzdelmének legitimitását, minden rendelkezésre álló eszközzel, beleértve a fegyveres harcot is."

## Elnevezés
A palesztin militáns csoportok rajtaütésüket al-Aksza áradás hadműveletnek (arabul: عملية طوفان الأقصى, tudományos átírással: ʿamaliyyat ṭūfān al-ʾAqṣā, ’özönvíz, áradat’) nevezték. Izrael az ellentámadást Vaskardok hadműveletnek (héberül: מבצע חרבות ברזל, mivca h'ár(á)vot bárzel) nevezte el.Netanjáhú megpróbálta a háborút "átnevezni" többek között Újjászületés háborújára (War of Revival) és Genezis háborújára, de ezek a nevek nem tapadtak meg az izraeli közbeszédben. A sajtó a háborút az egész világon jellemzően az Izrael-Hamász háború, vagy egyszerűen a gázai háború néven említi.

## Háttér
Ez a háború egy az Izrael megalapítása óta az izraeli fegyveres erők és különféle palesztin ellenállási csoportok, illetve szomszédos arab államokbeli támogatóik közt vívott fegyveres összetűzések sorában. Az 1947–48-as palesztinai háború során zsidó fegyveres csoportok (Irgun, Lehi, Hagana stb.) és az izraeli hadsereg több százezer palesztint űzött el otthonából és szülőföldjéről. Ezek egy jelentős része az Egyiptom által elfoglalt Gázai övezetben lelt menedékre. Az övezetnek a menekültek érkezése előtt körülbelül 80 000 lakója volt, ami hetek alatt 280 000 főre duzzadt. Az érkezők nagy része az UNRWA által létrehozott menekülttáborokban lelt otthonra. A 365 négyzetkilométeres terület népessége gyorsan nőtt, népessége mára közelítőleg 2,2 millió fő.
Az 1948-as arab-izraeli háború tűzszünettel zárult. Sem Izrael, sem Egyiptom nem volt érdekelt újabb háború kitörésében, így az egyiptomi hatóságok igyekeztek korlátozni a palesztin ellenállók Izrael elleni támadásait, és az izraeli hadsereg is csak ritkán támadta a Gázai övezetet. Az 1952-es egyiptomi forradalom nyomán azonban megszűnt az erős brit befolyás alatt álló királyság, az új köztársaság pedig a nyugati nagyhatalmaktól való függetlenedésre törekedett. Az Egyiptomban zajló változásokat az izraeli kormányzat nem nézte jó szemmel, így 1954-ben az izraeli titkosszolgálat merényletsorozatot szervezett egyiptomi zsidók bevonásával, hogy megingassa a rendszert. Az ügynökök robbantásos merényleteket hajtottak végre Egyiptomban; 1954. július 2-án robbanás történt egy alexandriai postahivatalban, július 14-én robbanás történt az USIA alexandriai és kairói kirendeltségének könyvtáraiban és egy moziban. Az egyiptomi hatóságok végül letartóztatták a csoport tizenegy tagját, és egy 1954. december 11. és 1955. január 27. közt zajlott perben vonták őket felelősségre. A vádlottak közül kettőt halálra ítéltek és felakasztottak, a többieket börtönbüntetésre ítélték. Izrael a pert kirakatpernek nevezte és antiszemitizmussal vádolta Egyiptomot. Az ügy nyomán az izraeli-egyiptomi viszony fagyossá vált.
1955. február 28-án az izraeli hadsereg különleges egységei a Fekete Nyíl Hadművelet keretében behatoltak a Gázai övezetbe, megtámadták az egyiptomi hadsereg Gáza város melletti laktanyáját és megöltek harmincnyolc egyiptomi katonát. Erre válaszul az egyiptomi hatóságok elkezdték gerilla-hadviselésre oktatni a palesztin ellenállókat, és már nem akadályozták tevékenységüket. Gamal Abden-Nasszer elnök egy esetleges újabb izraeli-arab vagy izraeli-egyiptomi háború kitörésére számítva az 1955-ös csehszlovák-egyiptomi fegyverüzlettel nagy mennyiségű korszerű fegyvert szerzett be, így nyílttá téve az eddig a színfalak mögött zajló izraeli-egyiptomi fegyverkezési versenyt.
Izrael ettől kezdve már csak a hadi okot kereste, hogy megtámadhassa szomszédját. A támadásra végül a britekkel és franciákkal karöltve kerítettek sort, miután a három ország képviselői 1956. október 24-én Sèvres-ben aláírták az erről szóló Sèvres-i protokollt. A protokoll értelmében, ha a terv sikerrel jár, Izrael megszállja és annektálja a Gázai övezetet és a Sínai-félszigetet. A Szuezi válság néven elhíresült akcióban az izraeli csapatok 1956. október 29-én lépték át az egyiptomi határt.
1956. november 3-án és 12-én az izraeli hadsereg katonái 200~300 palesztint mészároltak le Hán Júnisz és Rafah menekülttáboraiban. Végül az Amerikai Egyesült Államok és a Szovjetunió nyomására Izrael kénytelen volt kivonulni az általa megszállt területekről.
1967-ben Izrael megtámadta arab szomszédait és a hatnapos háború során elfoglalta Gázát és Ciszjordániát. E területeket jelenleg is katonai megszállása alatt tartja. A megszállt területeken az 1970-es évek elejétől kezdve Izrael zsidó telepeket létesít, melyeket az ENSZ illegálisnak ítél. A Gázai övezetben 21 zsidó telep létesült, közelítőleg nyolcezer lakossal. Ezek a telepek foglalták el az övezet területének 18 százalékát, míg a milliós palesztin lakosság a fennmaradó területre szorult. A Gázai övezet életét az izraeli hadsereg ellenőrizte és irányította.
A Gázai övezetben kezdődött az első intifáda, miután 1987. december 7-én egy izraeli katonai tehergépkocsi összeütközött egy palesztin személygépkocsival, megölve négy palesztint. A tüntetések és megmozdulások hamarosan átterjedtek Jeruzsálemre és Ciszjordániára is. A hat évig tartó harcokban 1087 palesztint, köztük 240 gyermeket, 100 izraeli civilt és 60 izraeli katonát öltek meg a megszállt palesztin területeken. Az intifáda kitörése nyomán alakította Ahmed Jászín 1987 végén a Hamász-t.
Az intifáda jelentős társadalmi és gazdasági terheket rótt Izraelre, így az izraeli kormány végül tárgyalóasztalhoz kényszerült, hogy az izraeli-palesztin viszonyt rendezze. A tárgyalások eredményeként 1993-ban született oslói megállapodások elhozták az intifáda végét. A megindult békefolyamat azonban az ezredfordulóra kudarcba fulladt, mivel nem szélesedett a palesztin önrendelkezés, nem jött létre a az önálló és életképes palesztin állam, sőt, tovább folyt a törvénytelen zsidó telepek építése a megszállt palesztin területeken.
2000 szeptemberében kezdődött a második intifáda. A 2005-ig tartó összecsapásokban, illetve a palesztin gerillák által elkövetett öngyilkos merényletekben közelítőleg 3000 palesztin, 1000 izraeli és néhány külföldi állampolgár is életét vesztette. A Gázai övezetben élt a Hamász vezetője Ahmed Jászín. Az intifáda alatt az izraeli hadsereg és titkosszolgálatok többször is megpróbálták megölni, végül 2004. március 22-én az IDF helikoptere AGM–114 Hellfire rakétákat lőtt ki rá, mikor reggeli imáról távozott egy mecsetből. A támadás megölte Jászint és testőreit, de végzett kilenc járókelővel is.
Abd el-Azíz ar-Rantíszi lett a Hamász új vezetője. Egy Jászinról való megemlékezésen kijelentette, hogy: "Az izraeliek nem lesznek biztonságban… Harcolni fogunk ellenük Palesztina, egész Palesztina felszabadításáig." Rantíszit végül április 17-én ölte meg egy célzott izraeli rakétacsapás.
Jászín és ar-Rantíszi meggyilkolásának hatására története során először a Hamász lett a legnépszerűbb palesztin ellenállási mozgalom Ciszjordánia és a Gázai övezet lakói közt egyaránt.
Az intifáda Izraelnek súlyos társadalmi és gazdasági gondokat okozott, így az izraeli kormány, élén Aríél Sárón miniszterelnökkel a Gázai övezet feladása mellett döntött, mert a 21 zsidó telep és azok néhány ezer lakója biztonságának fenntartása aránytalanul magas költséggel járt, a Gázai övezet hivatalos annektálása pedig a több, mint kétmillió palesztin izraeli állampolgárrá válását, ezzel az izraeli nemzetiségi arányok felborulását jelentette volna. A Knesszet 2005. február 16-án hagyta jóvá a tervet. Bár a zsidó telepeket felszámolták, az izraeli hadsereg pedig elhagyta a Gázai övezet területét, annak határait, felségvizeit és légterét máig is teljes ellenőrzése alatt tartja, és Izrael fenntartotta magának a jogot, hogy hadereje bármikor behatolhasson az övezet területére. A határzár gázai övezeti oldalán az izraeliek széles biztonsági sávot jelöltek ki, ahová a palesztinok nem léphetnek be, ezzel megfosztva az övezet lakóit földjeik használatának jogától.
Miután a Hamász nagy meglepetésre megnyerte a nemzetközi ellenőrök által is tisztának tartott 2006-os palesztin törvényhatósági választásokat a Fatah nem volt hajlandó együttműködni vele, ami palesztin belharcokhoz vezetett. Izrael a 2006-os választások óta tartja katonai zárlat alatt a Gázai övezet szárazföldi és tengeri határát, valamint légterét. A zárlat fenntartását Egyiptom is segíti, a Gázai övezet-Egyiptom határ lezárásával, amire az Izraellel kötött megállapodásai kötelezik. A Hamász 2007 óta irányítja egyedül a Gázai övezetet.
Az izraeli zárlat miatt a Gázai övezet gazdasága lepusztult, a lakosság ellátása akadozott, mert az övezetbe 2007 júniusától csak korlátozottan érkezett nyersanyag, üzemanyag és élelmiszer, amire válaszul 2008. január 23-án a Hamász harcosai Rafah közelében felrobbantották a határon 2003-ban épített megerősített határkerítést. Az így megnyílt határon palesztinok százezrei jutottak át Egyiptomba, ahol élelmiszert, üzemanyagot és iparcikkeket vásároltak. A határt néhány nap után ismét lezárták.
2008. december 27-én Izrael háborút indított a Gázai övezet ellen. Az Öntött ólom hadművelet névre keresztelt támadás során hosszas tüzérségi előkészítés és bombázások után 2009. január 3-án szárazföldi csapatok hatoltak be a Gázai övezetbe. Két hét után az izraeli kormány egyoldalú tűzszünetet jelentett be, ezzel a háború 2009. január 18-án véget ért. Az izraeli hadsereg január 21-re kivonult a Gázai övezetből.
A harcokban 1391 gázai palesztint és 6 izraeli katonát öltek meg. A harcok során 46 000 otthon pusztult el, több mint 100 000 palesztin vált hajléktalanná. A történtek kivizsgálására az ENSZ Emberi Jogi Tanácsa A/HRC/RES/S-9/1 számú határozatával tényfeltáró bizottságot hozott létre. Izrael Izrael-ellenes elfogultsággal vádolta az Emberi Jogi Tanácsot, és nem volt hajlandó együttműködni a bizottsággal. A bizottság munkája nyomán született az annak vezetőjéről általában Goldstone-jelentésnek nevezett beszámoló. A jelentéstevők úgy találták, hogy mind az izraeli hadsereg, mind a Hamász követett el jogsértéseket a harcok során, amik kivizsgálásra érdemesek. A bizottság úgy találta, hogy az izraeli támadás szándékosan aránytalan volt, arra tervezve, hogy megbüntessen, megszégyenítsen és megfélemlítsen egy polgári népességet, helyi gazdasági kapacitását radikálisan csökkentse mind a munkavégzés, mind a létfenntartás terén, valamint, hogy rá a függőség és kiszolgáltatottság érzetét kényszerítse.
A háború után Izrael továbbra is fenntartotta a Gázai övezet zárlatát, így a lakosság helyzete nem javult. Az újjáépítést nemzetközi szervezetek és néhány ország támogatta jelentősebb anyagi forrásokkal.
Folyamatosak maradtak azonban a Gázai övezet és Izrael közti határvillongások, kisebb összetűzések, és a feszültség egyre nőtt, mert Izrael fenntartotta a határzárat, és az oslói egyezményben megszabott 20 tengeri mérföldes halászati határt önkényesen 3 tengeri mérföldre korlátozta, ezzel szinte ellehetetlenítve a gázai gazdaságban fontos tengeri halászati ágazatot. Az izraeli hadsereg rendszeresen zaklatta és akadályozta a halászok munkáját, több esetben hajóikat is elpusztította.
Az egyre szaporodó palesztin rakétatámadásokra hivatkozva Izrael 2012. november 14-én indította el a Felhőoszlop hadművelet névre keresztelt támadást a Gázai övezet ellen. A november 21-ig tartó harcokban Izrael egy rakétatámadással megölte Ahmed Dzsabarit, a Hamász egyik magas rangú katonai vezetőjét. Az izraeli légitámadások és tüzérségi tűz számos épületet és építmény pusztítottak el. A harcokban közelítőleg 170 palesztint és 6 izraelit öltek meg. A harcokat tűzszünet zárta le, amely szerint Izrael felhagy a Gázai övezet elleni támadásokkal, ide értve a szárazföldi, légi és tengeri támadásokat, behatolásokat és egyes személyek elleni célzott támadásokat is. A határzárat megszünteti, lehetővé teszi a személyek szabad mozgását és a javak szabad áramlását. Cserébe a Gázai övezetben működő valamennyi palesztin szervezet felhagy az Izrael ellen a Gázai övezet területéről indított támadásokkal.
2012. november 21-én Hillary Clinton, az USA akkori külügyminisztere és Mohamed Kamel Amr egyiptomi külügyminiszter közös kairói sajtótájékoztatón jelentette be az egyiptomi közvetítéssel létrejött tűzszünetet, a fentebb említett tartalommal. Azonban aláírt egyezmény nem született. A tűzszünet bejelentése után néhány héttel az izraeli hatóságok bejelentették, hogy a halászati határt az eddig előírt 3 tengeri mérföld helyett 6 tengeri mérföldre emelik, 2013. február 25-én pedig bejelentették, hogy a határzár gázai övezeti oldalán Izrael kijelölte biztonsági sáv szélességét 300 méterről 100 méterre mérséklik. Azonban a gyakorlatban az izraeli hadsereg nem tartotta magát ezekhez az általa bejelentett változtatásokhoz. Izrael és Egyiptom fenntartotta a zárlatot is, így nem valósult meg a személyek szabad mozgása és a javak szabad áramlása sem.
2013 folyamán a Hamász betartotta a tűzszünetben vállaltakat és viszonylag sikeresen betartatta azt a többi palesztin ellenállási szervezettel is; az izraeli területekre kilőtt rakéták száma néhány tucatra csökkent. Izrael viszont nem tartotta be az alku rá eső részét; fenntartotta a Gázai övezet zárlatát, katonái éles lőszerrel tüzeltek a Gázai övezet körül kiépített határzár közelébe merészkedőkre, ezzel legkevesebb hat palesztin életét kioltva, és a haditengerészet akadályozta a palesztin halászok munkáját, a 3 tengeri mérföldes sávba kényszerítve őket.
2013-2014 során az Amerikai Egyesült Államok megkísérelt új életet lehelni a 2000 óta halott izraeli-palesztin béketárgyalásokba. John Kerry külügyminiszter ugyan sikerrel ültette tárgyalóasztalhoz az izraeli és palesztin felet, de a tárgyalássorozat végül kudarcba fulladt. Az izraeli-palesztin béketárgyalásokkal párhuzamosan a palesztin Fatah és Hamász is megkísérelte rendezni évtizedes feszült viszonyát, és lépéseket tett a palesztin egység megteremtésére. 2014. április 23-án a Fatah és a Hamász megegyezett egy palesztin egységkormány létrehozásáról és új törvényhozási választások tartásáról. Az egyezség tényét Izrael kormánya a béketárgyalások megszüntetésének ürügyéül használta fel.
A történtek kritikusai abbéli meggyőződésüknek adtak hangot, hogy Izrael valójában nem akar békét kötni, célja a végtelenségig húzott, mindig kudarcba fulladó tárgyalásokkal az időhúzás, hogy közben minden rendelkezésére álló eszközzel (zsidó telepek építése a megszállt területeken, palesztin magántulajdon kisajátítása, a palesztin lakosság elüldözése a megszállt területekről stb.) ellehetetlenítse egy jövőbeni életképes és önálló Palesztin állam megszületését, és végül bekebelezhesse a megszállt palesztin területeket.
A helyzet ettől kezdve gyorsan romlott. Megszaporodtak a Gázai övezetből érkező rakéták és az izraeli légitámadások. Június 4-én az izraeli kormány 1500 új telepes lakóegység építéséről döntött a megszállt ciszjordániai területeken. Uri Ari’el építésért felelős miniszter szerint ez volt a „méltó cionista válasz a palesztin terrorkormányra." Az események 2014. július 8-án fordultak át nyílt háborúba, mikor az izraeli hadsereg megindította a Gázai övezet ellen „Erős szikla” hadműveletnek keresztelt támadását. A közelítőleg héthetes háború során hosszas bombázások és tüzérségi tűz után július 17-én izraeli szárazföldi alakulatok hatoltak be a Gázai övezetbe. Véres harcok után, amelyek során az izraeli hadsereg több, palesztin menekülteknek helyet adó ENSZ-intézményt is tűz alá vett, megölve több tucatnyi embert, köztük gyermekeket és az ENSZ alkalmazottait is, ezzel jelentős nemzetközi felháborodást okozva, az izraeli csapatok többsége augusztus 3-án elhagyta az övezet területét. A harcoknak végül egyiptomi közvetítéssel megkötött tűzszünet vetett véget augusztus 26-án.
A harcokban közelítőleg 2200 gázai palesztin, 67 izraeli katona, 5 izraeli polgári személy és egy thai vendégmunkás vesztette életét. A Gázai övezetben 18 000 otthon pusztult el egészben vagy részben, megsérült az övezet egyetlen villamos erőműve és az átviteli hálózat, valamint a vízközművek.

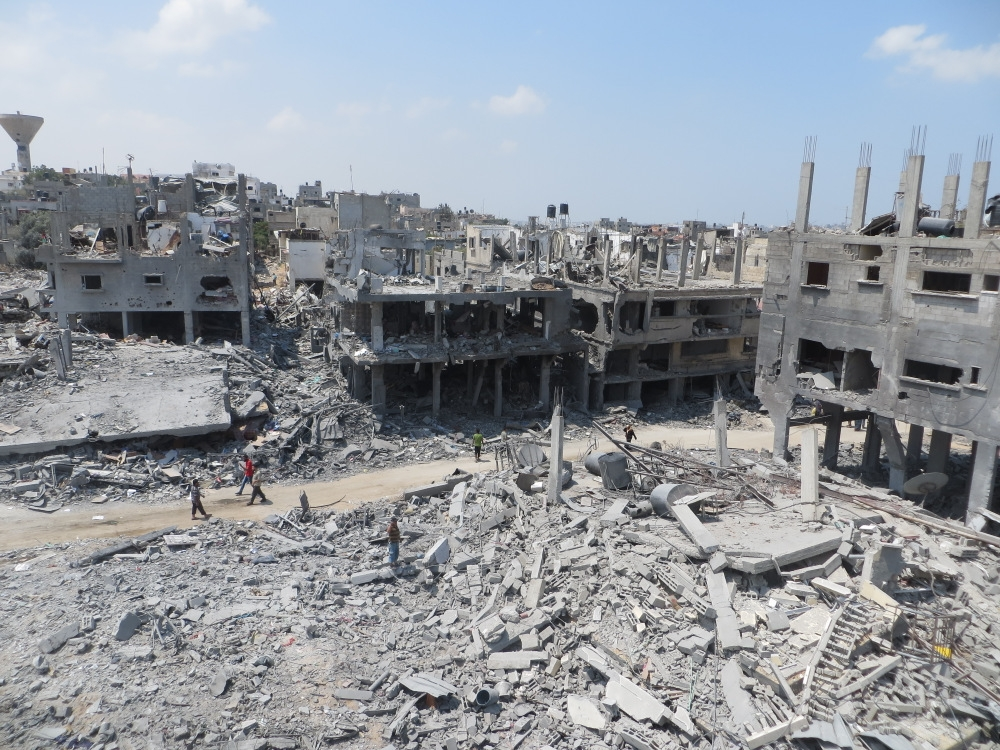
A Beit Hanoun településen az izraeli bombázások okozta pusztítás, 2014 augusztus.

Az ENSZ szervezetei és különböző emberi jogi szervezetek egyaránt felhívták a figyelmet a harcoló felek nemzetközijog-sértéseire, és elítélték Izraelt az aránytalan és túlzó katonai erő alkalmazása, valamint a lakóházak és otthonok bombázása miatt.
 Az izraeli hatóságok akadályozták az emberijog-sértések és nemzetközijog-sértések kivizsgálását, megtagadva az emberi jogi szervezetektől a Gázai övezetbe történő belépést.
A háborút lezáró határozatlan időtartamú tűzszünetet Izrael és a Hamász mellett a Palesztin Nemzeti Hatóság és az Iszlamista Dzsihád Mozgalom Palesztinában is aláírta. A létrejött megegyezés értelmében Izrael megnyitja a Gázai övezet határátkelőit, hogy megkönnyítse a javak –ide értve a humanitárius segélyt és az újjáépítéshez szükséges eszközöket is– bejutását a Gázai övezetbe. A halászati határt az eddig előírt 3 tengeri mérföld helyett 6 tengeri mérföldre emelik, a határzár gázai övezeti oldalán Izrael kijelölte biztonsági sáv szélességét 300 méterről 100 méterre mérséklik. Az egyezmény értelmében a Gázai övezet határát a Hamász helyett a Palesztin Nemzeti Hatóság fogja ellenőrzi. Külön megkötendő kétoldalú megállapodás alapján Egyiptom megnyitja a rafahi határátkelőt. A felek továbbá megállapodtak, hogy a további vitás kérdéseket egy hónapon belül megindítandó tárgyalások során rendezik. Ezek palesztin részről az Izrael által bebörtönzött, korábbi megegyezés alapján szabadon bocsátandó foglyok kiengedése, illetve a háborút közvetlen megelőző tömeges letartóztatások során bebörtönzöttek szabadon bocsátása, a Jasszer Arafat nemzetközi repülőtér újranyitása (a repülőteret az izraeli hadsereg pusztította el 2001 decembere és 2002 januárja során), gázai tengeri kikötő építése. Izrael a Gázai övezetben meghalt katonák földi maradványainak és személyes tárgyainak visszaadását kérte. A palesztin fél azon elvárása, hogy a békeszerződést nemzetközileg garantálják, feltételeinek betartását nemzetközileg ellenőrizzék nem valósult meg.

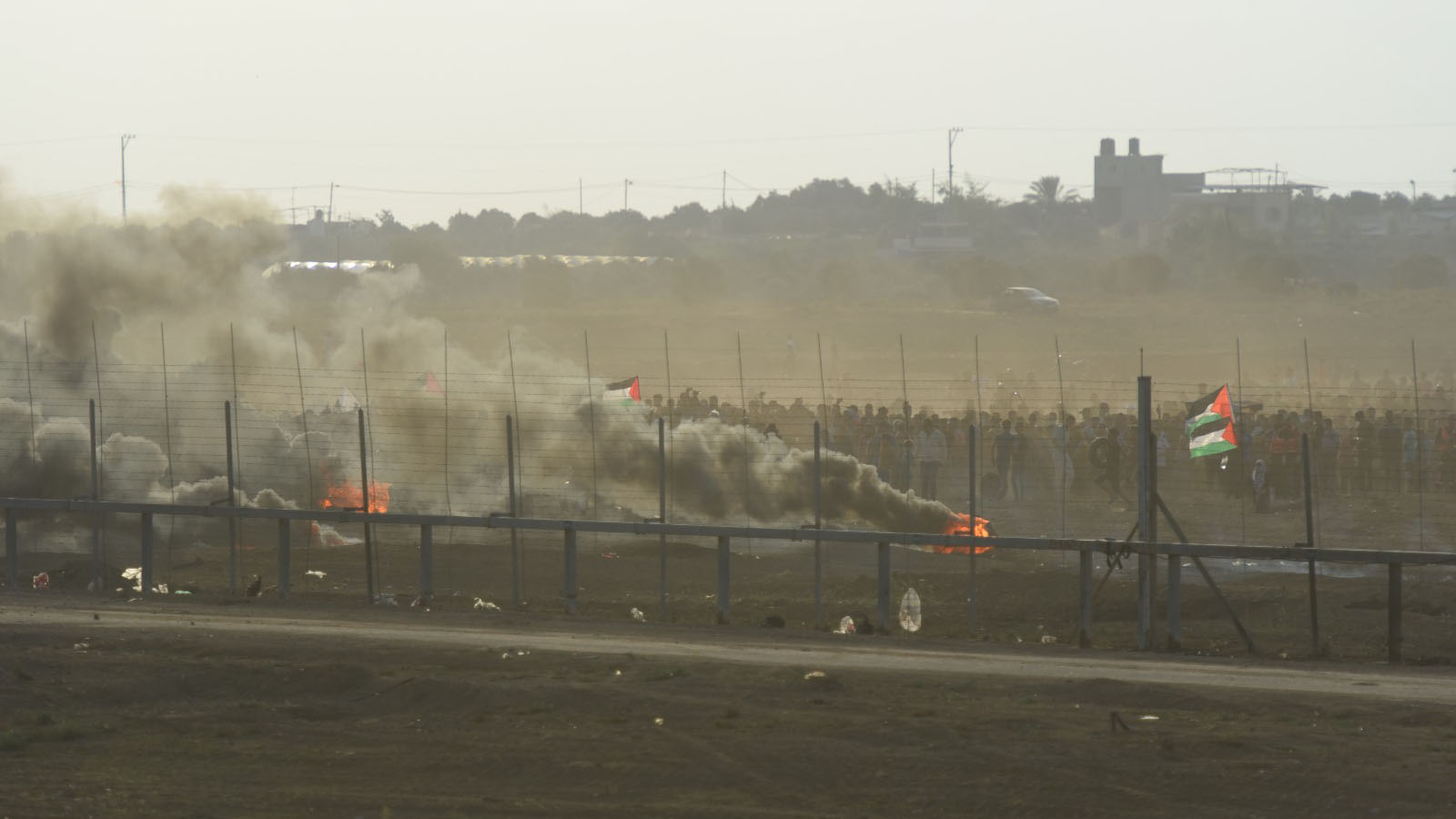
Palesztin tüntetés a Gáza–Izrael műszaki határzárnál, 2018. október 5.

2018. március 30. és 2019. december 27. közt zajlott a Visszatérés nagy menete elnevezésű, nagy nemzetközi figyelmet kapott palesztin tüntetéssorozat a Gázai övezetben, a Gáza–Izrael műszaki határzár gázai oldalán. A tüntetők azt követelték, hogy a palesztin menekültek az ENSZ vonatkozó határozatainak megfelelően visszatérhessenek azokra a jelenleg Izraelhez tartozó településekre és földekre, ahonnan 1948 óta elmenekülni kényszerültek. Tiltakoztak továbbá Izrael akkor már több, mint egy évtizede, a 2006-os palesztin választások óta tartó, a Gázai övezet szárazföldi és tengeri határát, valamint légterét sújtó katonai zárlata miatt, továbbá azért, mert Donald Trump, az Amerikai Egyesült Államok akkori elnöke elismerte Jeruzsálemet Izrael fővárosaként és oda költöztette országa nagykövetségét.
A megmozdulássorozat polgári kezdeményezésként indult, de mind a Hamász, mind a többi palesztin ellenállási szervezet beállt a kezdeményezés mögé. A tüntetések során az izraeli fegyveres erők 223 tüntetőt öltek meg, köztük 46 kiskorút, több, mint 8000 tüntetőt pedig megsebesítettek.

### Izraeli-arab és izraeli-iszlám kapcsolatok
Izrael államnak 1948-as kikiáltása óta feszült és rendezetlen a viszonya az arab és iszlám országokkal. Izrael fennállása során minden szomszédja ellen indított háborút (Szuezi válság, hatnapos háború, 1978-as Dél-libanoni konfliktus, Dél-Libanon 1982-es megszállása). Izrael intézett katonai támadást olyan távoli arab célpontok ellen is, mint Irak (Opera hadművelet) és Tunézia (Faláb hadművelet). Négy szomszédja közül csupán kettővel sikerült érdemben rendeznie viszonyát (Egyiptomi–izraeli békeszerződés, Izraeli-jordán békeszerződés). Szíriával és Libanonnal jelenleg is hadi állapotban áll. Az Arab Liga huszonkét tagállamából hattal van rendezett diplomáciai kapcsolata.
Izrael és Szaúd-Arábia tárgyalásokat folytatott a kapcsolataik rendezéséről, ezek kapcsán Mohammed bin Szalmán szaúdi koronaherceg nemrég úgy nyilatkozott, hogy a normalizáció esélye „most először valós”. A szaúdi külügyminisztérium közleményében azt írta, hogy "többször is figyelmeztetett arra, hogy Izrael folyamatos gázai megszállása további erőszakot gerjeszt".

### Palesztin foglyok
A megszállt palesztin területek igazgatását a COGAT végzi, amely az izraeli védelmi minisztérium része. A területeket az izraeli hadsereg ellenőrzi, ott különleges jogrend van érvényben, az igazságszolgáltatás haditörvényszékeken zajlik. Az alkalmazott jogrend sajátos eleme az adminisztratív őrizet, ami lehetővé teszi az izraeli hatóságok számára, hogy palesztinokat vádemelés és bírósági eljárás nélkül, az őrizetbevétel alapjául szolgáló bizonyítékokat sem a fogvatartottakkal, sem védőikkel nem ismertetve, gyakran pusztán titkosszolgálati információk alapján gyakorlatilag korlátlan ideig fogságban tarthassanak. Az így fogvatartottak közt vannak gyerekek is.
2023 során gyorsan nőtt az Izrael által bebörtönzött palesztinok száma. Az év augusztusában számuk meghaladta az 5000 főt. Ebből közelítőleg 1200 személyt tartottak adminisztratív őrizetben.
A Hamász az izraeli börtönökbe zárt több ezer palesztin fogoly kiszabadítása eszközének nevezte a foglyok ejtését, akiknek szabadságáért cserébe Izraelnek a palesztin foglyokat kell szabadon bocsátania. Fogolycserékre már korábban is voltak példák. 2006-ban a Hamász foglyul ejtette Gilad Shalitot, az izraeli hadsereg katonáját, akinek szabadságáért cserébe Izrael kormánya 1000 palesztin rab szabadon bocsátására kényszerült.

### A palesztinai természeti kincsek és erőforrások feletti ellenőrzés
Izrael palesztinokkal szemben alkalmazott stratégiájának alapvető eleme, hogy Izrael az állam biztonságára hivatkozva igyekszik teljes ellenőrzése alatt tartani a megszállt palesztin területek életének minden területét és meggátolni a palesztin területek bármiféle önállósodását. Ennek megfelelően Izrael vezeti a megszállt palesztin területek népesség-nyilvántartását, adja a be- és kiutazási engedélyeket. A megszállt palesztin területek fizetőeszköze az új izraeli sékel, amit szintén Izrael ellenőriz, a palesztin pénzügyi szervezetek pedig csak Izraelen keresztül férhetnek hozzá a nemzetközi pénzügyi rendszerhez, így Izrael kénye-kedve szerint nyithatja és zárhatja a pénzügyi csapokat, ezzel befagyasztva akár a palesztinoknak szánt nemzetközi pénzügyi segélyeket is.
A helyzet még kérdésesebb a Gázai övezetben. Itt Izrael a kilencvenes évek eleje óta korlátozza az áruk és személyek szabad mozgását. Ezt a 2006-ban bevezetett zárlat csak tovább rontotta.
Az ezerkilencszáznyolcvanas és -kilencvenes években a Földközi-tenger keleti medencéjében több ígéretes földgázlelőhelyet találtak. Ezek némelyike a Gázai övezet, így a Palesztin állam kizárólagos gazdasági övezetébe esett. Bár Izrael nem ismeri el a palesztin államiságot, az oslói megállapodásokban Izrael 20 tengeri mérföldig átengedte a fennhatóságot a Palesztin Nemzeti Hatóságnak. Ennek megfelelően ezekkel a természeti kincsekkel elvileg a palesztinok rendelkezhetnek. A palesztin hatóságok az ezerkilencszázkilencvenes években megegyeztek a British Gas Group képviselőivel a gázai gázmezők feltárásáról. E kutatások során a BG egy viszonylag kiterjedt gázmezőt tárt fel, amelyet Gaza Marine lelőhelynek nevezett el. A gázmező feltárására és kiaknázására a BG és a Palesztin Nemzeti Hatóság konzorciumot hozott létre, azonban Izrael megakadályozta a gázmező kitermelését, elfogadhatatlan követeléseket támasztva: a kitermelt gázt izraeli terminálokra kellett volna kivezetni, a gáz nagy részét pedig a piaci ár alatt Izraelnek kellett volna átengedni. Ebbe a BG és társai nem egyeztek bele.
A gázmezők kitermelése komoly bevételekhez juttathatta volna a palesztinokat, amit az Izraeltől való függőség csökkentésére használhattak volna; a gázmezők jövedelméből új, gázüzemű villamos erőművek épülhettek volna a Gázai övezetben, amelyeket Izrael nem ellenőrizhet, a megtermelt energiával pedig üzemeltethetők lettek volna a gázai tengervíz-sótalanító állomások, így nagy mértékben csökkenhetett volna a Gázai övezet Izraeltől való függése.

## Palesztin rajtaütés
A palesztin támadás 2023. október 7. reggelén kezdődött. Ezen a napon a Gázai övezetben működő palesztin fegyveres ellenállási szervezetek a Hamász vezetésével váratlan, nagyszabású rajtaütést indítottak izraeli célpontok ellen. Ennek keretében a palesztinok körülbelül 3000 kezdetleges, házi készítésű rakétát lőttek ki Izraelre, palesztin harcosok áttörték az Izrael által a Gázai övezet köré épített műszaki zárat (hét méter magas kerítés, kamerák, érzékelők, önműködő gépfegyverek és őrtornyok kiterjedt rendszerét), laktanyákat, támaszpontokat támadtak meg, zsidó telepekre és településekre hatoltak be és számos foglyot ejtettek, akiket a Gázai övezetbe vittek. A palesztinok támadásukat al-Aksza áradás műveletnek nevezték.
A palesztin támadás során az izraeli oldalon 1139 fő vesztette életét. Az áldozatok közül 695 volt izraeli polgári személy (közülük 36 gyermek), 373 a rendvédelmi szervek tagja, 71 fő pedig külföldi, jellemzően az izraeli gazdaságokban és háztartásokban alkalmazott ázsiai vendégmunkás.
Az áldozatok egy része nem a palesztin harcosoknak esett áldozatul, hanem az izraeli fegyveres erők támadásai során, "baráti tűz" nyomán vesztette életét, azonban az izraeli hatóságok a különleges körülményekre hivatkozva nem tartották erkölcsileg elfogadhatónak az ilyen esetek kivizsgálását.

## Izraeli válasz
A palesztin támadás váratlanul és felkészületlenül érte az izraeli hatóságokat és rendvédelmi szerveket. Joáv Galant védelmi miniszter széleskörű tartalékos mozgósítást rendelt el, és rendkívüli helyzetet hirdetett a Gázai övezet határtól számított 80 kilométer sugarú körzetben. A támadás kezdete után egy órával a hadsereg szóvivője felszólította a déli és középső területek lakóit, hogy tartózkodjanak védett helyek közelében, a Gázai övezet környékén pedig védett helyen. A támadás kezdete után két órával az IDF bombázni kezdte a a Gázai övezetet.
Október tizedikéig folytak a harcok izraeli területen, míg az izraeli hadseregnek sikerült felszámolnia az izraeli terültre behatolt palesztin egységeket.
Joáv Galant izraeli védelmi miniszter október kilencedikén elrendelte a Gázai övezet teljes zárlatát. Kijelentette, hogy: „Nem lesz villanyáram, sem élelem, sem víz, sem üzemanyag, mindent elzárunk. Emberállatok ellen harcolunk, és ennek megfelelően cselekszünk.”

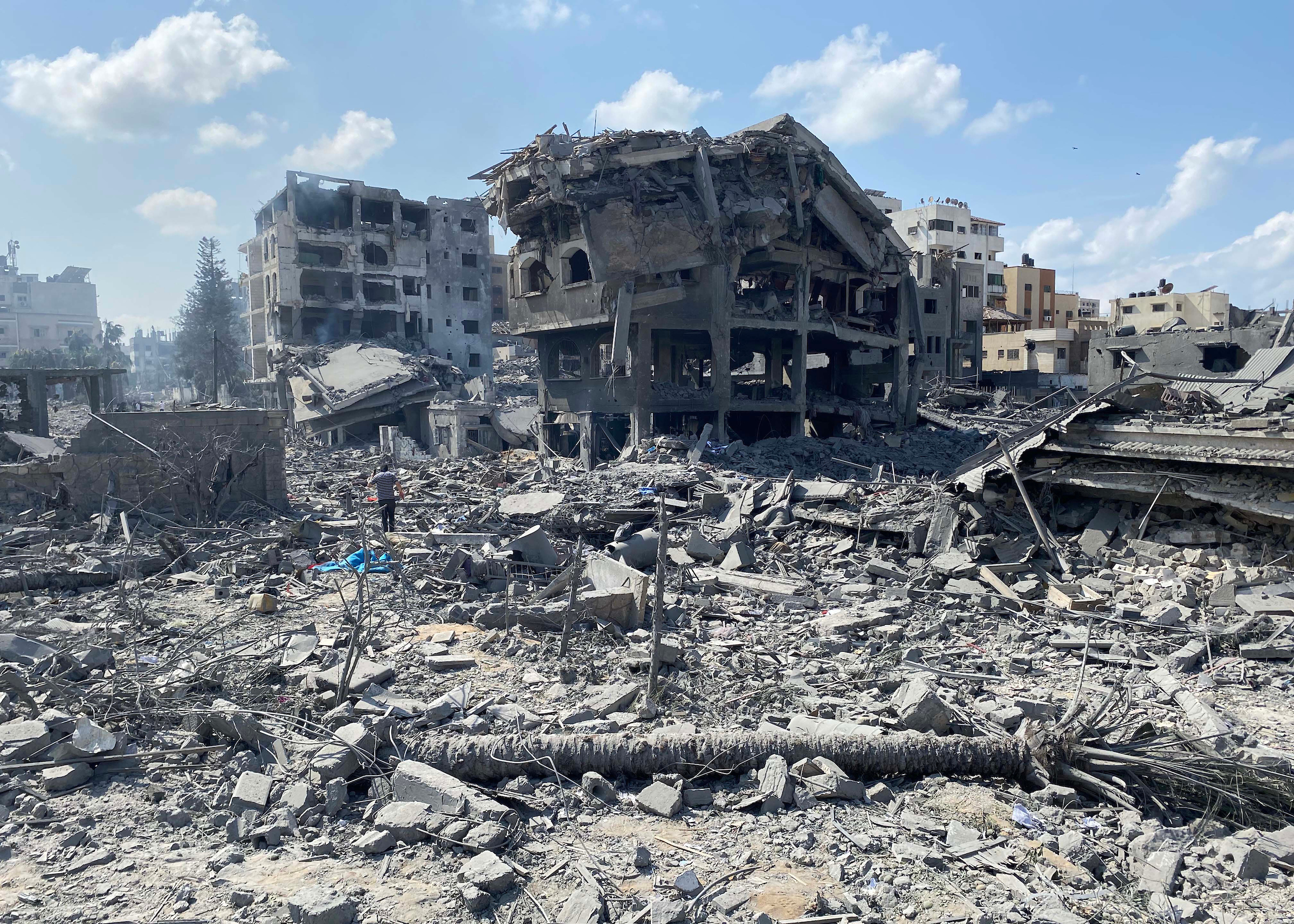
Izraeli légi csapások következménye Gáza város El-Ramal negyedében, 2023. október 9.

Október 13-án az izraeli katonaság a Gázai övezet északi részének elhagyására utasította az övezet lakosságát. A Vádi Gázától északra lakó több, mint egymillió palesztint arra utasították, hogy huszonnégy órán belül hagyják el a területet.
2023. október 27-én, több hétnyi bombázás és tüzérségi előkészítés után az izraeli szárazföldi haderők behatoltak a Gázai övezetbe. Az izraeli támadás bejelentett célja a Hamász elpusztítása és a Gázai övezet elfoglalása volt. Az izraeli behatolás nyomán hosszan elhúzódó, máig (2024 novembere) is tartó harcok kezdődtek, melyek során az izraeli haderő a gázai polgári infrastruktúra (lakóházak, közművek, oktatási és egészségügyi intézmények, hitéleti és kegyeleti intézmények) nagy részét elpusztította, az izraeli haderő műveletei pedig aránytalanul magas járulékos veszteségekkel, azaz szélsőségesen nagy számú palesztin civil áldozattal jártak, járnak.
A Gázai övezetbe behatoló izraeli szárazföldi egységek először az övezet északi részének településeit, elsősorban Gáza városát támadták. A palesztin ellenállási szervezetek jól szervezett és makacs ellenállást tanusítottak. Az izraeli hadsereg közlése szerint a november 24-i tűzszünetig 75 izraeli katona halt meg az inváziós műveletekben. A Gázai övezetben október 7-től november 30-ig 15 000 palesztin vesztette életét a harcok következtében, akik közül körülbelül 6150 volt gyermek és 4000 nő.

### Novemberi tűzszünet
Hosszas Katar közvetítette tárgyalások után 2023. november 24-én, helyi idő szerint reggel hét órakor életbe lépett egy rövid tűzszünet, melynek keretében a palesztin fegyveres szervezetek szabadon engedték az általuk október hetedikén foglyul ejtettek egy részét, cserébe izraeli börtönökben politikai okokból fogvatartott palesztin rabok szabadon bocsátásáért. Az eredetileg négynaposra tervezett tűzszünetet meghosszabbították. A tűzszünet december elsejének reggelén ért véget. A harcok újrakezdődtek.

### A novemberi tűzszünet után
Az újrainduló harcok súlypontja átkerült a Gázai övezet déli részére. December 5-én az izraeli szárazföldi alakulatok megtámadták Hán Júniszt, az övezet második legnagyobb városát. 2024. január 6-án az izraeli hadsereg bejelentette, hogy sikeresen felszámolta a Hamász „harcászati keretrendszerét” a Gázai övezet északi részén.

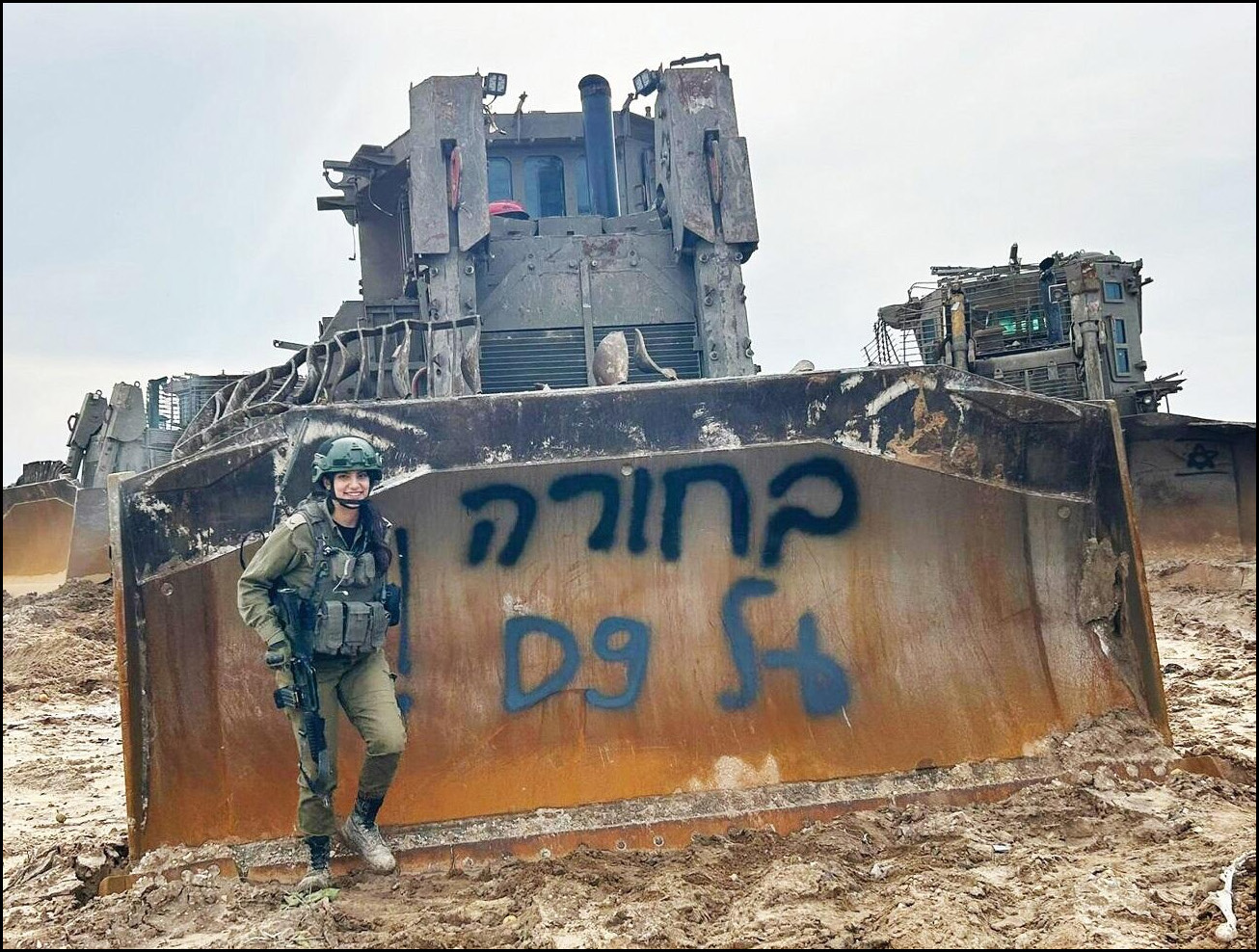
Sharon Perry törzsőrmester, az izraeli hadsereg első női Caterpillar D-9 páncélozott katonai talajgyalu-kezelője, Gázában. 2024. január 25.

Január közepén hírek jelentek meg a nemzetközi sajtóban arról, hogy az izraeli hadsereg alakulatai hozzáfogtak egy egy kilométer széles biztonsági övezet kialakításához a Gázai övezet határának gázai oldala mentén, robbantásokkal és a hadsereg páncélozott talajgyaluival lerombolva minden építményt és épületet, tönkretéve a mezőgazdasági művelés alatt álló területeket.
Ezzel egy időben nyilvánvalóvá vált, hogy az izraeli hadseregnek nem sikerült felszámolnia a palesztin ellenálló erőket a Gázai övezet északi részén. A palesztin egységek gyorsan rendezték soraikat és újraszerveződtek, így az izraeli fegyveres erőkkel vívott összecsapások ismét mindennapossá váltak az övezet teljes területén.
2024. április elsején, napokkal a Nemzetközi Bíróság rendelkezéseinek meghozatala után az izraeli hadsereg három gyors egymásutánban végrehajtott dróntámadásban elpusztította a Gázai övezetben élelmiszer-segélyezést végző World Central Kitchen nemzetközi segélyszervezet három gépjárművét, ezzel megölve a szervezet hét munkatársát.
2024. április 10-én az izraeli hadsereg a Gázai övezetben egy, a gépjárművük elleni célzott légitámadással megölte Iszmáíl Hanije három fiát és a velük együtt utazó négy gyermeküket, Hanije unokáit, három lányt és egy fiút. „A fiaim vére nem drágább, mint a népünk vére,” nyilatkozta Hanije az történtek után, és mind ő, mind a Hamász megerősítette, hogy ezzel Izrael nem ér el semmilyen eredményt a háborúval, a béketárgyalásokkal vagy a fogolycserével kapcsolatban.
2024. június nyolcadikán az izraeli fegyveres erők amerikai háttértámogatással fogolyszabadítási műveletet hajtottak végre a Nuszejrat menekülttáborban. A művelet során az izraeli különleges alakulatok tagjai két helyszínről összesen négy, a palesztin ellenállási csoportok által 2023. október hetedikén foglyul ejtett izraelit szabadítottak ki. Bár a műveletet Joáv Galant védelmi miniszter „természetét tekintve merész, briliáns módon megtervezett és rendkívüli módon kivitelezett” („daring in nature, planned brilliantly, and executed in an extraordinary fashion”) akciónak nevezte, az véres tűzharcba és izraeli légicsapásokba torkollott, amelynek során 274 palesztint, köztük nőket és gyermekeket öltek meg, és többszázan megsebesültek. A támadás után a Hamász videónyilatkozatot tett közzé, amely szerint az izraeli hadművelet megölt három foglyot is, köztük egy amerikai állampolgárt. Szemtanúk beszámolói szerint a katonák civil öltözetet viseltek, polgári járműveken érkeztek, egyes szemtanúk szerint az amerikaiak építette ideiglenes kikötőből érkező segélyszállító tehergépkocsikban megbújva is. Mindezek és a palesztin áldozatok feltűnően aránytalan száma miatt az ENSZ emberi jogi szakértői közös nyilatkozatukban az izraeli kormány által óriási sikerként ünnepelt katonai akciót háborús bűncselekménynek nevezték.
2024. október 16-án a Gázai övezet déli részén, Rafahban, az izraeli haderőkkel vívott tűzharcban meghalt Jahja esz-Szinvár, aki Hanije 2024. július 31-i halála után lett a Hamász Politikai Irodájának vezetője. Október 18-án Khalil al-Hajja, a Hamász gázai vezetője megerősítette Szinvár halálát. Kijelentette azonban azt is, hogy a Gázai övezetben őrzött izraeli foglyok mindaddig nem lesznek szabadok, míg Izrael fel nem hagy a Gázai övezet elleni támadásaival és ki nem vonja onnan haderejét.

### 2025 januári tűzszünet
2025. január 19-én ideiglenes tűzszünet lépett életbe a Hamász és Izrael közt. A tűzszünet keretében fogolycserékre kerül sor a felek közt, az otthonaikból elűzött palesztinok pedig visszatérhetnek korábbi lakóhelyükre. A háromszakaszos fegyverszüneti megállapodás egy korábbi, 2024-ben bemutatott, az ENSZ által is támogatott amerikai terven alapult.
Célja a háború végleges lezárása, a Gázai övezet helyreállítása, státuszának rendezése az izraeli-palesztin békefolyamat újraindításával. A tűzszüneti megállapodás egyiptomi, katari és amerikai közvetítéssel jött létre, amerikai garanciával.
A megállapodás szerint a tűzszünet első szakaszában Izrael és a gázai palesztin ellenállási szervezetek foglyokat cseréltek, így az izraeli foglyok többsége hazatérhetett. Ebben az egyezség szerint 2025. március elsejéig tartó szakaszban Izraelnek a harci cselekmények szüneteltetése mellett biztosítania kellett volna az élelmiszer, gyógyszer, humanitárius segély és üzemanyag (napi 600 kamion), nagy mennyiségű ideiglenes hajlék (200000 sátor és 60000 konténerház) és a romeltakarításhoz szükséges építőgépek (talajgyaluk, daruk) Gázai övezetbe történő zavartalan bejutását.
Azonban Izrael az egyezményt már annak első napjától számtalanszor megsértette. Akadályozta a segélyszállítmányok és nélkülözhetetlen eszközök Gázai övezetbe jutását, és folytatta a Gázai övezeten belüli fegyveres akcióit, számos palesztin életét kioltva.
A tűzszünet második szakaszáról szóló tárgyalásoknak a megállapodás értelmében 2025 február közepéig meg kellett volna kezdődnie, azonban Izrael nem küldte el tárgyalóit a megbeszélésekre, így azok csak 2025. február 27-én kezdődtek meg, két nappal a tűzszünet első szakaszának vége előtt. Érdemi tárgyalások nem zajlottak, mindössze Izrael adott ultimátomot a Hamasznak, amit az visszautasított. 2025. március másodikán Izrael ismét teljes zárlatot vezetett be a Gázai övezet ellen, leállítva a villamosáramot, az ivóvízszállítást, lezárva a határátkelőket a segélyszállítmányok előtt.
2025. március 18. hajnalán az izraeli hadsereg kiterjedt légi- és tüzérségi támadást indított a Gázai övezet ellen. Az izraeli csapások több, mint 300 palesztint öltek meg.

### A 2025 januári tűzszünet után
Az izraeli támadás nyomán összeomlott az amerikaiak garantálta januári tűzszüneti megállapodás. Kiújultak az izraeli hadsereg és a palesztin ellenállók közti fegyveres összecsapások, az izraeli hadsereg alakulatai pedig ismét megszálltak korábban kiürített gázai területeket. A Gázai övezet március másodikán újrakezdett zárlata emberiességi katasztrófa kialakulásához vezetett; súlyos élelmiszerhiány alakult ki, ami 2025 júniusára egyértelmű és letegadhatalan éhínséghez vezetett az övezetben. Mind gyakrabban jelentek meg képek és híradások a nemzetközi sajtóban alultáplált emberekről, éhen halt gyermekekről. Az ENSZ és szervezetei és nemzetközi emberi jogi szervezetek egyaránt hangosan bírálták és elítélték Izraelt az általa szándékosan előidézett gázai humanitárius katasztrófa miatt.
2025. június 5-én kisebb belpolitikai botrány tört ki Izraelben, miután napvilágra került, hogy Netanjáhú a titkoszolgálatokon keresztül a Gázai övezetben palesztin bandákat fegyverzett fel, hogy ezzel is gyengítse a Hamászt. Ezek az izraeli jóváhagyással tevékenykedő bandák azonban a Hamásszal szembeni fellépés helyett a segélyszervezetek szerint a segélyszállítmányok fosztogatására összpontosítottak.

## Gázán kívül
Az október hetedikei palesztin kitörés és az arra adott izraeli válasz nem csak a Gázai övezetben és a vele közvetlen határos izraeli területeken járt következményekkel. Palesztina másik részén, Ciszjordániában ugyan nem robbant ki a gázaihoz hasonló nyílt háború, de a már a háború kitörése előtt is igen jelentős feszültség a robbanáspont közelébe emelkedett. A háború gyakorlatilag megindítása pillanatában nemzetközivé vált; október nyolcadikán a libanoni siíta ellenállási és politikai mozgalom, a Hezbollah, amely Dél-Libanon 1982-es Izrael általi megszállása nyomán született, bejelentette, hogy Izrael elleni fegyveres támadásokkal fogja támogatni a gázai palesztinok szabadságharcát. Az Iraki Iszlám Ellenállás hasonló bejelentést tett. A szíriai palesztin fegyveres szervezetek szintúgy. A legnagyobb hatással, a legkiterjedtebb következményekkel azonban a jemeni hútik fellépése járt.

### Ciszjordánia
Az Izrael által megszállt palesztin területek nagyobbik részét jelentő Ciszjordániában már 2021-től gyorsan romlott a palesztin népesség helyzete. 2021 tavaszán tüntetések indultak a kelet-jeruzsálemi palesztin lakosság otthonainak kisajátitása, a lakók elűzése, és a muzulmán szenthelyeket és hívőket ért támadások miatt.
A tüntetések és megmozdulások – hosszú idő óta először – átterjedtek Izrael területére is; Haifában, Ramlában, Lodban, Jeruzsálemben és számos más településen megmozdult a palesztin lakosság. A tüntetők összecsaptak az ellenük kivezényelt izraeli fegyveres erőkkel és a rájuk támadó felfegyverkezett zsidó csoportokkal. Május 10-én Izrael 'Falak őrzője' elnevezéssel indított hadműveletet a Gázai övezet ellen. A tizenegy napos háború során, miközben az izraeli hadsereg Gázát bombázta, Ciszjordániában az izraeli alakulatok palesztin településere és menekülttáborokba hatoltak be, hajtóvadászatot folytatva a palesztin ellenállási szervezetek tagjai ellen. A tüntető palesztinok és az izraeli hadsereg összecsapásaiban számos palesztin vesztette életét. Május 21-én tűzszünet zárta le a harcokat. Azonban a feszültség ezek után sem enyhült.
Bár Izrael és a vele együttműködő Palesztin Hatóság a második intifáda után felszámolta a ciszjordániai fegyveres ellenálló szervezeteket, de a 2021-es események nyomán új fegyveres csoportok alakultak Dzsenín városában és a dzseníni menekülttáborban, valamint Nábluszban.
A palesztinok a velük szemben elkövetett erőszakra erőszakkal válaszoltak; megszaporodtak az izraeli katonák, rendőrök, telepesek elleni támadások. Erre válaszul Izrael 2022 március végén megindította a 'Hullámtörés' nevű hadműveletét, aminek keretében az izraeli hadsereg rendszeresen behatolt a ciszjordániai palesztin településekre és menekülttáborokba, ahol igyekezett megölni vagy letartóztatni a palesztin ellenállási csoportok tagjait. 2023-ra a helyzet végképp elmérgesedett; az izraeli fegyveres erők és a felfegyverkezett zsidó telepesek támadásai mindennapossá váltak, az izraeli kormány nagyszámú új zsidó telep építését engedélyezte, a telepépítést és -bővítést pedig a palesztinok elüldözése, a palesztin magántulajdon elkobzása és elpusztítása kísérte. A Hamász a ciszjordániai helyzetet nevezte meg az október hetedikei rajtaütés egyik fő okaként.
Az október hetedikei támadás nyomán az izraeli megszálló erők gyakorlatilag lezárták Ciszjordániát, megtiltva a palesztinoknak lakóhelyeik elhagyását, megszüntetve a személyek és áruk szabad mozgását. Bár a gázai háború nem terjedt át Ciszjordániára, a fegyveres harc mindennapossá vált, mert a palesztinok ellenálltak az izraeli hadsereg támadásainak, rajtaütéseinek, behatolásainak. Az izraeli hadsereg behatolásai során páncélozott munkagépeivel rutinszerűen szétrombolta a megtámadott palesztin települések infrastruktúráját; a páncélozott talajgyaluk feltépték az utakat, kidöntötték a villany- és lámpaoszlopokat, tönkretették a csatornahálózatot.
2024. augusztus 28-án az izraeli hadsereg 'Nyári Táborok Hadművelet' néven kiterjedt támadást indított a ciszjordániai palesztin területek ellen. Israel Katz izraeli külügyminiszter a hadműveletet “valódi háborúnak” nevezte. A palesztin településekre páncélozott harcjárművekkel és talajgyalukkal benyomuló izraeli erőket a légierő is támogatta. A hadművelet e sorok írásának idején (2024 novembere) is zajlik.
2024. szeptember hatodikán egy izraeli katona agyonlőtte Ayşenur Ezgi Eygi amerikai-török kettős állampolgár békeaktivistát, aki egy, az illegális zsidó telepek létesítése elleni tüntetésen vett részt. A diáklány halála komoly nemzetközi felháborodást okozott.
Miután 2025. január 19-én ideiglenes tűzszünet lépett életbe a Hamász és Izrael közt, az IDF Ciszjordániában indított kampányt. A hadműveletekben számos palesztin vesztette életét, az izraeli haderők pedig súlyos károkat okoztak a palesztin települések infrastruktúrájában.

### Libanon
Az október hetedikei esmények másnapján, nyolcadikán a Hezbollah libanoni siíta ellenállási szervezet, mely 1982-ben, Libanon Izrael általi megszállása nyomán az Izrael elleni fegyveres harcra, Libanon felszabadítására született, és sikerrel szállt szembe az izraeli hadsereggel és az Izrael által támogatott Dél-libanoni Hadsereggel (angolul South Lebanese Army (SLA), arabul: جيش لبنان الجنوبي), bejelentette, hogy Izrael elleni fegyveres támadásaival fogja támogatni a gázai palesztinok szabadságharcát.
A bejelentés óta mindennaposak a libanoni-izraeli határon átnyúló harci cselekmények. 2024. március 15-ig legalább 4733 támadás és összecsapás történt. Ezek döntő többségét (83%, 3952 esemény) az izraeli hadsereg hajtotta végre. A Hezbollah és a vele együttműködő fegyveres csoportok 781 támadásért voltak felelősek.
A határmenti háborús helyzet következtében az izraeli hatóságok több tízezer lakost telepítettek ki a határmenti településekről, akik október óta nem tértek vissza. A libanoni oldalon több, mint 93 000 fő kényszerült lakhelye elhagyására. Az izraeli támadások a libanoni oldalon jelentős károkat okoztak a polgári infrastruktúrában és a mezőgazdaságban is. Az izraeli hadsereg által használt fehérfoszfor gyújtóbombák kiterjedt tüzeket és környezeti károkat okoztak.
2024. január másodikán egy Bejrút déli elővárosában végrehajtott izraeli dróntámadás megölte Száleh al-Arourit, a Hamász Politikai Irodájának helyettes vezetőjét és a szervezet hat másik tagját.
2024. szeptember huszonhetedikén egy nagy erejű izraeli bombatámadás megölte Haszan Naszr Alláhot, a Hezbollah főtitkárát és a szervezet több magas rangú tisztségviselőjét, valamint az iráni Forradalmi Gárda egyik parancsnokát.
2024. október elsején az izraeli hadsereg szárazföldi egységeivel betört Libanon területére. Az invázió nyomán véres harcok kezdődtek a Hezbollah harcosai és az izraeli katonaság közt.
2024. október 19-én a Hezbollah öngyilkos robotrepülőgépe találta el Benjámin Netanjáhú caesareai villáját.
Jelentős nemzetközi nyomásra 2024. november 27-én Izrael és Libanon tűzszüneti egyezményt kötött. A megállapodás értelmében a hatvannapos fegyvernyugvás alatt az izraeli megszálló csapatok elhagyják Libanon területét, a Hezbollah fegyveresei pedig a Litáni folyótól északra vonulnak vissza. A tűzszünet betartását az UNIFIL (United Nations Interim Force in Lebanon) és egy öt tagországból álló nemzetközi bizottság ellenőrzi, a Hezbollah harcosainak helyét pedig a libanoni hadsereg alakulatai foglalják el a határmenti területeken. Az egyezmény nem zárja ki, hogy a felek önvédelemből fellépjenek, azonban Izrael ezt a lehetőséget a libanoni fél értelmezésétől szélsőségesen eltérően értelmezi. A tűzszünet első heteiben az izraeli fegyveres erők számtalan alkalommal megsértették a tűzszünetet, tüzérségi és légitámadásaik több halálos áldozatot követeltek és jelentős károkat okoztak.

Az Izrael és Hezbollah közt létrejött tűzszünet értelmében az izraeli fegyveres erőknek 2025. január 26-ig el kellett volna hagyniuk Libanon területét, azonban Izrael a tűzszüneti egyezményt megsértve nem vonta ki csapatait az előírt határidőre.

### Irak
Az Iraki Iszlám Ellenállás 2023 novembere óta több robotrepülő-, és rakétatámadást hajtott végre izraeli célpontok ellen.
2024 januárjában bejelentették, hogy támadásaikat összehangolják a jemeni Anszár Alláh húti mozgalommal. Azóta a két szervezet több közös támadást hajtott végre izraeli célpontok ellen, és rendszeresen támadták a Haifa kikötőjébe irányuló hajóforgalmat.

### Irán
2024. április 1-én az izraeli hadsereg légiereje csapást mért az Irán damaszkuszi nagykövetsége konzuli szolgálatának otthont adó épületekre.
Az izraeli támadásra válaszul 2024. április 13-án az iráni fegyveres erők kiterjedt légitámadást intéztek izraeli katonai célpontok ellen.
A támadás során Irán több száz rakétát és robotrepülőgépet indított izraeli katonai támaszpontok felé.
Bár Izraelt az Amerikai Egyesült Államok, az Egyesült Királyság, Franciaország és Jordánia fegyveres erői is segítették a rakéták és robotrepülők elfogásában, egy részük így is célba ért, kisebb károkat okozva az izraeli hadsereg nevatimi katonai repülőterén.
2024. július 31-én Teheránban megölték Iszmáíl Hanijet, a Hamász Politikai Irodájának vezetőjét, egyben a Hamász és Izrael közt zajló túszcsere-, és tűzszüneti tárgyalások palesztin vezetőjét. Hanijeh Irán hivatalos vendégeként érkezett Teheránba, hogy részt vegyen Irán új elnöke, Maszúd Peszeskján beiktatásán.
2024. október elsején Irán Valódi Ígéret II. elnevezéssel kiterjedt  rakétatámadást indított Izrael ellen, amit a fentebb említett izraeli támadásokra adott jogos válasznak nevezett. A támadás során számos találat érte többek közt a Nevatim katonai repülőteret és a Tel Nof katonai repülőteret is. Az iráni rakéták elfogásában az áprilisi támadáshoz hasomlóan aktív részt vállalt az Egyesült Államok, Jordánia, Franciaország és az Egyesült Királyság hadereje is.
2024. október 26-án Izrael Megbánás napjai hadművelet elnevezéssel támadást indított számos iráni célpont, továbbá iraki és szíriai célpontok ellen. Hogy az izraeli támadás pontosan milyen eredményekkel járt, az nem tudható, mivel az IDF szokásával ellentétben nem hozott nyilvánosságra videofelvételeket a támadásokról. Az izraeli kormány és hadsereg közlése szerint a támadás elpusztította az iráni légvédelem erőinek jelentős részét.
2025. június 13-án hajnalban Izrael katonai doktrínájának megfelelően hadüzenet nélküli, váratlan, nagy erejű támadást indított Irán ellen, ezzel kezdetét vette az izraeli–iráni háború.[forrás?]

### Szíria
Izrael és Szíria jelenleg (2024) is háborúban áll egymással, azonban köztük több évtizede, 1974 óta az ENSZ felügyelte tűzszünet van érvényben. A szíriai polgárháború 2011 tavaszi kezdete óta Izrael amellett, hogy fegyverszállítmányokkal támogatott szír kormányellenes lázadócsoportokat, köztük az an-Nuszra Frontot mind gyakrabban hajtott végre légicsapásokat és tüzérségi támadásokat is szíriai célpontok ellen. Ezek a támadások váltak szinte mindennapossá 2023. október 7. után.
2024. április elsején az izraeli hadsereg légiereje csapást mért az Irán damaszkuszi nagykövetsége konzuli szolgálatának otthont adó épületekre. Az izraeli támadás 16 embert ölt meg, köztük az iráni Forradalmi Gárda magas rangú tisztjeit és két szír polgári személyt.

### Jemen
A húti Anszár Alláh mozgalom mindig is támogatta a palesztinok, Palesztina szabadságáért folytatott küzdelmét.
A 2023-as Izrael-Hamász háború, a Gázai övezet ostroma nyomán a palesztinok oldalán avatkoztak be az eseményekbe, rakétákat és robotrepülőgépeket indítva izraeli célpontok ellen, az ezek kapcsán kiadott sajtóközleményeikben pedig a Gázai övezet ostromának azonnali felhagyását követelték. 2023 novemberében bejelentették, hogy célpontnak tekintenek minden, a Vörös-tengeren közlekedő izraeli érdekeltségű hajót, és minden Izrael felé tartó vagy onnan induló hajót. November 18-án katonai egységeik elfoglalták és a jemeni Hudajda kikötőjébe vezették a Galaxy Leader nevű teherszállító hajót, amelynek egyik tulajdonosa az izraeli Abraham Ungar és Yael Ungar. November 23-án robotrepülő találta el a CMA CGM Symi konténerhajót, melynek tulajdonosa az izraeli Idan Ofer.
A támadásokra hivatkozva az Amerikai Egyesült Államok és Nagy-Britannia több szövetségesük támogatásával 2024. január 11-én légicsapást mért húti célpontokra. A támadásra válaszul ők bejelentették, hogy ezután minden amerikai és brit érdekeltséget jogszerű célpontnak tekintenek.
A hútik elleni amerikai és brit támadások rendszeressé váltak, amire válaszul a húti támadások száma is megnőtt. 2024. február 19-én lelőttek egy amerikai MQ–9 Reaper pilóta nélküli repülőgépet.
Az Anszár Alláh máig (2024 vége) százharmincnál több támadást intézett hajók, köztük amerikai és brit hadihajók ellen, a jemeni légvédelem pedig 13 darab MQ-9 Reaper pilóta nélküli repülőgépet lőtt le.
Az Anszár Alláh támadásai a világ egyik legforgalmasabb tengeri kereskedelmi útvonalát érintik, amelyen a világkereskedelem jelentékeny hányada zajlik. Amellett, hogy gyakorlatilag zár alá vették az izraeli Eilat kikötőjét, komoly fennakadásokat okoztak az Izraelnek diplomáciai védelmet és katonai támogatást nyújtó nyugati államok, így az USA, az EU tagállamok és az Egyesült Királyság ellátásában is. A konténerszállító hajók és tankhajók többsége kénytelen volt Afrikát megkerülve, jóval hosszabb útvonalon hajózni, ami sokszorosára emelte a szállítási költségeket.

## Áldozatok

### Izrael
Az október hetedikei palesztin támadás során az izraeli oldalon 1139 fő vesztette életét. Az áldozatok közül 695 volt izraeli polgári személy (közülük 36 gyermek), 373 a rendvédelmi szervek tagja, 71 fő pedig külföldi, jellemzően az izraeli gazdaságokban és háztartásokban alkalmazott ázsiai vendégmunkás. Az áldozatok egy része nem a palesztin harcosoknak esett áldozatul, hanem az izraeli fegyveres erők támadásai során, "baráti tűz" nyomán vesztette életét, azonban az izraeli hatóságok a különleges körülményekre hivatkozva nem tartották erkölcsileg elfogadhatónak az ilyen esetek kivizsgálását.
Az izraeli hatóságok közlése szerint a háború kezdete óta a harcokban 2024 októberéig közelítőleg 830 izraeli és külföldi polgári személy és 728 izraeli katona vesztette életét és közelítőleg 5400 polgári személy és 2300 katona sebesült meg. A külföldi áldozatok többsége valójában izraeli kettős állampolgár. A szó szoros értelmében külföldi áldozatok jobbára Izraelben dolgozó ázsiai vendégmunkások, izraeli egyetemeken tanuló külföldi diákok.
2025. január 2-án az IDF a háború kitörése óta először hozott nyilvánosságra hivatalos adatot veszteségeiről. A bejelentés szerint 2023. október 7. óta 891 katona halt meg a harcokban.

### Palesztina
2025 augusztusának elejéig a harcok a Gázai övezetben több, mint 61 000, Ciszjordániában több, mint 1000 életet követeltek, közülük legalább 30% volt gyermek és 16% nő. A sebesültek száma Gázában meghaladta a 153 000, Ciszjordániában a 9 800 főt.
A külföldi áldozatok többsége nemzetközi segélyszervezetek személyzete, illetve békeaktivista.

### Libanon
Libanonban a Hezbollah és Izrael közti összecsapások kezdete (2023. október 8.) és 2024. november 19. közt 3 516 ember esett áldozatul a harcoknak és 14 929 fő szenvedett sérülést.

## Nemzetközi következmények
A palesztin támadás nyomán számos nyugati ország támogatásáról és együttérzéséről biztosította Izraelt, azonban az arab, iszlám és fejlődő országok jórésze kiállt a palesztinok mellett.
A Gázai övezetet ért pusztító izraeli bombatámadások nyomán 2023. október 27-én az ENSZ Közgyűlése elfogadta az ES-10/21 jelű határozatot, amely azonnali és tartós emberiességi tűzszünetre és a harcok beszüntetésére szólított fel. A határozati javaslatot Jordánia nyújtotta be, miután több korábbi határozathozatali kísérlet kudarcba fulladt a Biztonsági Tanácsban. Bár a megszavazott határozat nem kötelező érvényű, elfogadására az izraeli kormányzat ingerülten reagált. Gilad Erdan, Izrael ENSZ-nagykövete a határozatot megszavazó országokat azzal vádolta, hogy a "náci terroristák védelmét" támogatják Izraelé helyett, az ENSZ-ről pedig kijelentette, hogy az már nem bír semmiféle legitimitással vagy jelentőséggel.

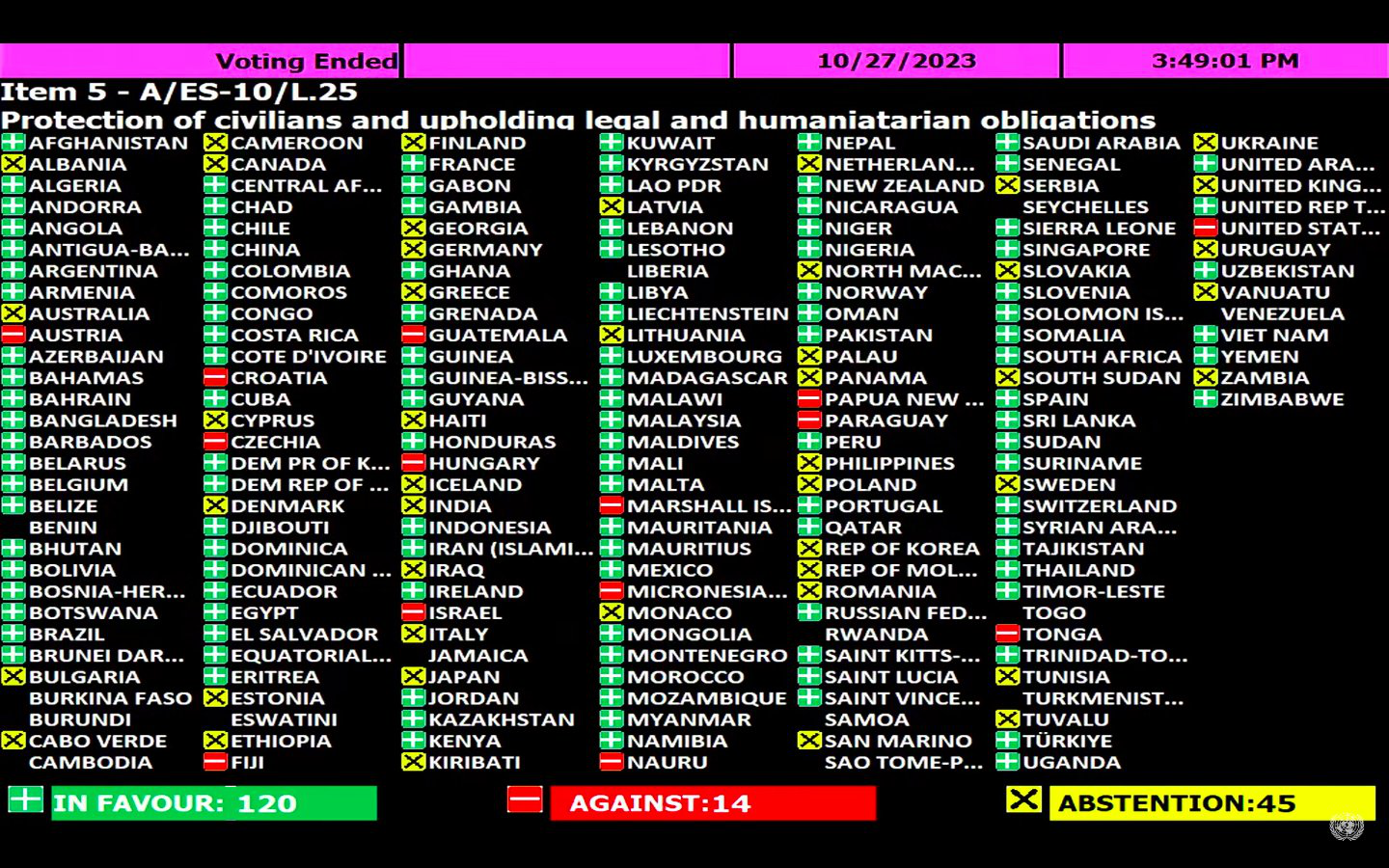
Az ES-10/21 jelű határozatról 2023. október 27-én az Egyesült Nemzetek Szervezete Közgyűlése által tartott szavazás eredménye.

A Gázai övezet ellen intézett pusztító izraeli bombatámadások és az izraeli politikusok nyilatkozatai gyorsan kikezdték a nemzetközi együttérzést. Több ország megszakította diplomáciai kapcsolatait Izraellel. A háború eredményeként ismét előtérbe került a konfliktus kétállami megoldása, az önálló palesztin állam létrehozása. A nemzetközi közvélemény is Izrael ellen fordult; egy 2024 januárjában készült közvéleménykutatás szerint az Amerikai Egyesült államok az egyetlen fejlett ország, ahol megmaradt Izrael összességében pozitív megitélése.
A civil infrastruktúra izraeli haderők általi szándékos szétrombolása és a rendkívül nagy számú palesztin áldozat (többségükben gyermekek és nők) miatt 2023. december 29-én a Dél-afrikai Köztársaság a Nemzetközi Bírósághoz fordult, mivel meglátása szerint Izrael Gázában megsértette a népirtás bűntettének megelőzése és megbüntetése tárgyában 1948. évi december 9. napján kelt nemzetközi egyezményt. 2024. január 26-i határozatával a Nemzetközi Bíróság befogadta a Dél-afrikai Köztársaság indítványát, egyúttal átmeneti rendelkezésként Izrael államot a népirtás megakadályozására kötelezte.
Mivel az izraeli hadsereg Gázai övezetben való működésében a Nemzetközi Bíróság határozata nyomán sem állt be érdemi változás, így az ENSZ Emberi Jogi Főbiztosa 2024. február 8-án sajtóközleményben hívta fel Izrael és a nemzetközi közvélemény figyelmét, hogy a IV. Genfi Egyezmény 53. cikkelye tiltja a polgári tulajdon elpusztítását, kivéve, ha ez a pusztítás a harci tevékenységek miatt elkerülhetetlenül szükséges. Jelezte, hogy hivatala 2023 októberének vége óta számos esetet rögzített, melynek során az izraeli hadsereg polgári és egyéb infrastruktúraelemeket (ide értve a lakóépületeket, iskolákat, egyetemi campusokat) pusztított el olyan körzetekben, ahol nem, vagy már nem zajlottak harci cselekmények. Kiemelte, hogy Izrael nem szolgált meggyőző érvvel a polgári infrastruktúra ilyen kiterjedt elpusztítására. Felhívta a figyelmet, hogy az otthonok és egyéb alapvető polgári infrastruktúra ilyetén elpusztítása ellehetetleníti a harcok előtt a területen élt népesség visszatérését, és úgy tűnik, hogy célja az, illetve azzal az eredménnyel jár, hogy a polgári lakosság visszatérése ezekre a területekre lehetetlenné válik. Emlékeztette az izraeli hatóságokat, hogy a polgári lakosság erőszakos áttelepítése háborús bűncselekmény lehet.
2024. március 22-re a háború gázai palesztin áldozatainak száma átlépte a 32 000 főt. Az övezet lakossága a harcok előtt közelítőleg 2,2 milliós volt, azaz közelítőleg 69 palesztin lakosra jut egy halott, ami rendkívül magas szám.
2024. március 25-én az Egyesült Nemzetek Szervezete Biztonsági Tanácsa a 2728. számú határozatával a feleket azonnali, legalább a Ramadán végéig tartó tűzszünetre szólította fel, amely egy tartós, fenntartható tűzszünethez vezet. Követelte továbbá valamennyi túszként fogva tartott személy feltétel nélküli szabadon bocsátását, valamint, hogy a felek tartsák be a nemzetközi jog által rájuk rótt kötelezettségeiket, minden általuk fogva tartott személlyel kapcsolatban. Végül felszólított a Gázai övezet polgári lakossága védelmének megerősítésére és az övezetbe irányuló humanitárius segély tömeges bejutását gátló minden akadály megszüntetésére.
Francesca Albanese különleges jelentéstevő 2024. március 26-án mutatta be ‘Egy népirtás anatómiája’ (Anatomy of a Genocide), című jelentését az ENSZ Emberi Jogi Tanácsa előtt. A jelentéstevő vizsgálódásai eredményeként arra jutott, hogy Izrael népirtást követ el a megszállt palesztin területeken. Izraeli és amerikai kormányhivatalnokok visszautasították a népirtás vádját, a különleges jelentéstevőt pedig antiszemitizmussal vádolták.
Az ENSZ BT 2024. március 25-i határozatában elvárt tűzszünet nem jött létre és a Gázai övezetbe irányuló humanitárius segélyszállítmányok elől sem hárultak el az azok bejutását és a teljes népesség közti szétosztását gátló akadályok. Ezért a Nemzetközi Bíróság a gázai helyzet és körülmények változására, az éhínség kialakulására tekintettel 2024. március 28-án kiegészítette a január 26-i határozatával elrendelt átmeneti rendelkezéseit. A bíróság felszólította Izraelt, hogy tegyen meg minden szükséges és hatékony intézkedést annak érdekében, hogy az ENSZ-szel teljes körűen együttműködve haladéktalanul biztosítsa a sürgősen szükséges alapvető szolgáltatások és humanitárius támogatás valamennyi érdekelt általi akadálytalan és nagyszabású biztosítását, beleértve az élelmiszert, vizet, villanyáramot, üzemanyagot, hajlékot, ruházatot, tisztálkodási és tisztasági szükségleteket, ide értve a gyógyászati eszközöket és orvosi ellátást is, ehhez pedig növelje a szárazföldi belépési pontok számát és áteresztőképességét, azokat pedig mindaddig tartsa nyitva, amíg szükséges.
Azonban Izrael figyelmen kívül hagyta a Nemzetközi Bíróság rendelkezéseit, izraeli részről nem történtek érdemi lépések a gázai polgári lakosság védelmére, nem indult meg az alapvető szolgáltatások helyreállítása, nem hárultak el az akadályok a humanitárius segély bejutása elől. 2024. április elsején, napokkal a Nemzetközi Bíróság rendelkezéseinek meghozatala után az izraeli hadsereg három gyors egymásutánban végrehajtott dróntámadásban elpusztította a Gázai övezetben élelmiszer-segélyezést végző World Central Kitchen nemzetközi segélyszervezet három gépjárművét, ezzel megölve a szervezet hét munkatársát. Az áldozatok közt volt gázai palesztin, ausztrál, kanadai-amerikai, lengyel és három brit állampolgár is, így a támadás széles körű nemzetközi felháborodást okozott.
Az ENSZ Emberi Jogi Tanácsa 2024. április 5-én kelt határozatában foglalt állást az izraeli hadsereg által a Gázai övezetben és a megszállt palesztin területeken elkövetett lehetséges háborús bűnök, emberi- és emberiességi jogi jogsértések miatti elszámoltatás mellett, valamint felszólította az országokat hadfelszerelések Izraelnek történő eladása, szállítása leállítására. Ezzel egy időben a gázai palesztin áldozatok száma meghaladta a 33 000 főt.
2024. május 20-án a Nemzetközi Büntetőbíróság ügyésze, Karim Khan háborús bűnök és emberiesség elleni bűncselekmények elkövetésének megalapozott gyanúja miatt elfogatóparancs kiadását kérte Benjámin Netanjáhú izraeli miniszterelnök és Joáv Galant izraeli védelmi miniszter, valamint a Hamász három vezetője, Iszmáíl Hanije, Mohammed Deif és Jahja esz-Szinvár ellen. Joe Biden, az USA elnöke Khan lépését "botrányosnak" nevezte, Netanjáhú pedig a “modern idők egyik nagy antiszemitájának” nevezte az ügyészt.
Spanyolország, Norvégia és Írország 2024. május 28-i hatállyal önálló államként ismerte el Palesztinát. Az elismerés gesztusát azzal indokolták, hogy az segíthet politikai megoldást találni az izraeli-palesztin konfliktusra, és a többi európai országot is a palesztin államiság elismerésére ösztönözheti. Szlovénia 2024. június negyedikei hatállyal ugyancsak önálló államként ismerte el Palesztinát.
Az Egyesült Nemzetek Szervezete Közgyűlése 2024. szeptember 18-án fogadta el az A/RES/ES-10/24 jelű határozatot, amely felszólítja Izraelt, hogy tartsa be a nemzetközi jog követelményeit és a határozat keltétől számított legfeljebb 12 hónapon belül vonja vissza katonai erőit a megszállt palesztin területekről, mind a szárazföldről, mind a légtérből, mind a felségvizekről, azonnal hagyjon fel minden új telepépítési tevékenységgel, evakuálja az összes telepest a megszállt területekről, és bontsa el az általa épített határzár azon részeit, amelyeket megszállt ciszjordániai területen létesített. A Közgyűlés elvárja továbbá Izraeltől, hogy visszaadja a földbirtokokat és egyéb ingatlanvagyont, valamint a megszállás 1967-es kezdete óta lefoglalt összes vagyonelemet, és minden kulturális tulajdont és javat, amelyet palesztinoktól és palesztin intézményektől vett el, és minden természetes és jogi személynek jóvátételt fizessen, akinek a megszállás alatt kárt okozott.
Benjámin Netanjáhú 2024. szeptember 27-én az ENSZ Közgyűlésének 79. ülésén tartott beszédében, hosszú tirádája végén az ENSZ-t „antiszemita mocsárnak” (antisemitic swamp) nevezte, antiszemitizmussal vádolta a Nemzetközi Büntetőbíróság ügyészét, Karim Khant és azt állította, hogy az ügyész elhamarkodottan lép fel az izraeli szereplők ellen, miközben valójában az előzetes vizsgálatok 2015 óta zajlanak.
2024. november huszadikán az ENSZ Biztonsági Tanácsának tíz választott tagországa, Algéria, Ecuador, Guyana, Japán, Málta, Mozambik, Dél-Korea, Sierra Leone, Szlovénia és Svájc határozati javaslatot terjesztett a BT elé, amely azonnali, feltétel nélküli és állandó fegyverszünetet követelt a Gázai övezetben, és ismételten a még Gázában őrzött foglyok azonnali és feltétel nélküli szabadon bocsájtását követelte. A határozatra a BT 15 tagja közül 14 igennel, míg az Egyesült Államok nemmel szavazott, ezzel megakadályozva annak elfogadását. Az amerikai vétó Izraeltől dicséretet kapott, azonban kiváltotta a tanács többi tagjának nemtetszését.
2024. november huszonegyedikén a Nemzetközi Büntetőbíróság elfogatóparancsot adott ki Benjámin Netánjáhú izraeli miniszterelnök és Joáv Galant korábbi védelmi miniszter ellen háborús bűnök és emberiesség elleni bűncselekmények megalapozott gyanúja miatt.
2024. december 11-én Írország kormánya bejelentette, hogy országa közbe kíván lépni a Dél-afrikai Köztársaság által a Nemzetközi Bíróságon Izrael ellen a népirtás bűntettének megelőzése és megbüntetése tárgyában 1948. évi december 9. napján kelt nemzetközi egyezmény megsértése miatt kezdeményezett eljárásban. A közbelépés célja, hogy a bíróság szélesebben értelmezze a népirtás fogalmát, nagyobb hangsúlyt fektetve a polgári lakosság védelmére, mivel az izraeli fegyveres erők gázai fellépése szándékát és eredményét tekintve a palesztinok kollektív büntetése, ami 44 ezer halálos áldozatot követelt és a polgári lakosság millióit tette földönfutóvá. A lépés nyomán Gideon Szaár izraeli külügyminiszter Izrael-ellenességgel vádolta és antiszemitának nevezte az ír kormányt, valamint bejelentette országa dublini nagykövetségének bezárását.
2024. december 19-én hírek jelentek meg a nemzetközi sajtóban, miszerint Benjámin Netanjáhú nem utazik el az auschwitzi gyűjtőtábor felszabadításának évfordulóján tartandó 2025 januári lengyelországi megemlékezésre, mivel a lengyel kormány korábban bejelentette, hogy érvényt szerezne az ICC elfogatóparancsának, ha az izraeli kormányfő az országba látogatna.
2025. január 25-én Donald Trump, az Egyesült Államok elnöke újságírók előtt arról beszélt, hogy a gázai lakosságot át kell telepíteni a szomszédos arab államokba, Jordániába és Egyiptomba, és erről már beszélt is a jordán királlyal, és beszélni fog az egyiptomi elnökkel is. Trump felvetését nem csak a három közvetlenül érintett ország, Palesztina, Jordánia és Egyiptom vezetői utasították vissza, de az arab és iszlám országok és olyan, hagyományosan az Egyesült Államok mellett álló szövetségesek is, mint Németország és Spanyolország. Irán külügyminisztere, Abbász Aragcsi egy, a Sky News-nak adott interjúban Trump tervére vonatkozóan feltett kérdésre elutasítólag válaszolt, majd kedvesen mosolyogva, de maró gúnnyal jegyezte meg, hogy Trump megpróbálhatná a palesztinok helyett az izraelieket kitelepíteni, és Grönlandra vinni (Grönlandot Trump már első elnöksége alatt az Egyesült Államokhoz kívánta csatolni, ezt az elképzelését pedig második elnöksége alatt újra elővette), amivel két legyet üthetne egy csapásra.
Szakértők felhívták a figyelmet, hogy Trump ötlete a palesztinok kitelepítéséről nem új, mindig is jelen volt a cionista elképzelésekben és máig fontos eleme az izraeli nacionalista pártok programjának, valamint amellett, hogy háborús bűncselekmény, egy ilyen akció szinte bizonyosan a Jordán monarchia összeomlását okozná, tovább súlyosbítva a térség amúgy sem rózsás biztonsági helyzetét.
2025. február 4-én Donald Trump a Fehér Házban sajtótájékoztatót tartott a hivatalos látogatáson ott tartózkodó Benjámín Netanjáhúval, ahol ismét előadta a gázai palesztinok kitelepítéséről szóló tervét, részletezve azt. Elképzelése szerint a kitelepített palesztinoknak a befogadásukra hajlandó országban vagy országokban kell új telepeket építeni, a kitelepítés és az új telepek építésének költségét pedig a szomszédos, nagy vagyonú országok fizethetik meg. Új elemként jelent meg, hogy az Egyesült Államok átvenné a hatalmat a Gázai övezet felett, és nyomtalanul eltüntetné az egészet (Trump szavai szerint lerombolja, „elegyengeti”). Trump kijelentése széles körű nemzetközi elutasításba ütközött: politikusok, államfők, emberi jogi szervezetek fejezték ki terveivel szembeni nemtetszésüket.
A Trump-féle elképzelésekre válaszul Egyiptom és Katar bejelentette, hogy a Gázai övezet helyreállítására és jövőjére vonatkozó új, alternatív tervet dolgoznak ki, amely nem jár a palesztin lakosság elűzésével, etnikai tisztogatással. A tervet 2025. március 4-én, egy Kairóban tartott értekezleten tárgyalták meg, és fogadták el az arab országok vezetői. Az azt megelőző évtizedek tapasztalataiból okulva a tervezet az ENSZ Biztonsági Tanácsa által felhatalmazott, ENSZ-ellenőrzés alatt álló békefenntartó haderő Gázai övezetbe vezénylését kívánja, hogy Izrael ne rombolhassa le ismét a helyreállított övezetet, mint korábban.
Az arab tervet Izrael és az Amerikai Egyesült Államok elutasította, azonban elnyerte az Iszlám Együttműködés Szervezetének és Kína kormányának támogatását. A tervet támogatásáról biztosította az EU nagy tagországai közül Franciaország, Németország és Olaszország, valamint Nagy-Britannia is.
2025. március 30-án híre kelt a sajtóban, hogy Orbán Viktor korábbi meghívására Benjámin Netánjáhú többnapos hivatalos látogatásra Magyarországra utazik. A hírre elítélőleg reagált többek közt az Euro-Med Human Rights Monitor és az Amnesty International jogvédő szervezet is, kiemelve, hogy Netanjáhút súlyos háborús- és emberiesség elleni bűncselekményekért körözik, így Magyarországnak kötelessége őt letartóztatni, ha módjában áll, mivel azok a bűncselekmények, amelyek elkövetésével őt a Nemzetközi Büntetőbíróság megvádolta az ENSZ minden tagállama által egyetemes hatállyal üldözendők. 2025. április elsején a Hind Rajab Foundation közölte, hogy 2025. április 2-án összehangolt jogi és politikai kampányt indít Benjámin Netánjáhú bejelentett magyarországi látogatása miatt. Ennek keretében az alapítvány a Nemzetközi Büntetőbíróság ügyészéhez fordul, hogy az vizsgálja ki Magyarország kötelezettségszegését. Emellett a magyar legfőbb ügyészhez fordul, hogy az kezdeményezze Netánjáhú letartóztatását, ha Magyarországra érkezik.
Netanjáhú 2025. április harmadikán érkezett Magyarországra. Az érkezése előtti órákban a magyar kormány bejelentette, hogy kilép a Nemzetközi Büntetőbíróságból. A magyar kormány lépését európai kormányok és emberi jogi szervezetek egyaránt bírálták. Így Magyarország lett az EU egyetlen olyan tagországa, amely nem tagja a Nemzetközi Büntetőbíróságnak.
2025. június 10-én Ausztrália, Új-Zéland, az Egyesült Királyság, Kanada és Norvégia bejelentette, hogy Becalel Szmotrics és Itamar Ben-Gvir miniszterekkel, az izraeli kormány két soviniszta, ultranacionalista, zsidó felsőbbrendűséget hirdető, rasszista gyűlöletet keltő tagjával szemben beutazási tilalmat vezet be, és befagyasztja a két miniszter területükön található javait is.
Az ENSZ különleges jelentéstevője, Francesca Albanese 2025. június 16-án megjelent, A megszállás gazdaságától a népirtás gazdaságáig (From economy of occupation to economy of genocide) címet viselő jelentése bemutatja a nemzetközi nagyvállalatok hogyan teszik lehetővé a megszállt palesztin területek Izrael általi törvénytelen megszállásának fenntartását, és hogyan húznak hasznot e megszállásból. A jelentés számos nagyvállalatot nevez meg, amelyeket erkölcsi és jogi felelősség terhel a palesztin területek jogtalan megszállása és a palesztin nép ellen folytatott népirtás kapcsán. Számos más mellett ilyen cég például a BlackRock, a Vanguard csoport, a Barclays, a BNP Paribas, az Allianz, a Maersk, a Caterpillar, a HD Hyundai, a Volvo, az Alphabet, a Microsoft, a Palantir Technologies, az Amazon, az IBM, az Airbnb, a Booking.com, a Chevron Corporation, a BP. A jelentés megjelenése nyomán Marco Rubio, az Egyesült Államok külügyminisztere Albanesét antiszemitizmussal vádolta, egyúttal bejelentette, hogy az USA szankciókat vezet be a különleges jelentéstevő ellen.
2025. július 17-én Szlovénia –  az EU tagországai közül elsőként – nem kívánatos személynek nyilvánította Ben-Gvirt és Szmotricsot. A szlovén kormány lépéséhez 2025. július 29-én Hollandia is csatlakozott, kitiltva az országból a két ultranacionalista izraeli minisztert.
2025. július 31-én Szlovénia bejelentette, hogy megtiltja a fegyverkereskedelem minden formáját Szlovénia és Izrael közt. Ennek megfelelően a jövőben Szlovénia nem visz ki és nem hoz be fegyvert és hadfelszerelést Izralbe vagy Izraelből, és megtiltja az Izraelből érkező vagy oda szánt fegyver és hadfelszerelés országon történő átszállítását. E döntéssel Szlovénia lett az első EU-tagország, amely megtiltotta a fegyverkereskedelmet Izraellel.

## Elemzés
Daniel Byman és Alexander Palmer szerint a támadások a Palesztinai Felszabadítási Szervezet hanyatlását és a Hamásznak a palesztin politika fő hatalmi központjává válását mutatták be. A Fatah további hanyatlását jósolták, ha a status quo fennmarad.
Seth Frantzman izraeli elemző szerint a támadás az Izrael és a Hamász között zajló konfliktus figyelemre méltó eszkalálódását jelentette. Jelentős léptékével és hatókörével tűnt ki, amely mind a rakétatüzet, mind a gázai határ menti támadásokat magában foglalta. Ez az esemény jelentős eltérést jelentett a korábbi konfliktusoktól, amelyek jellemzően fokozatos előrehaladást követtek a feszültség fokozatos fokozódásával. A szeptember 11-i támadásokhoz és a Tet-offenzívához hasonlították.

### Az izraeli hírszerzés kudarca
Peter Beaumont politikai újságíró a támadást az izraeli kormány részéről „a hírszerzés korszakos kudarcának” nevezte. A Jewish News Syndicate hasonlóképpen „a képzelőerő kudarcának” minősítette. A BBC a hírszerzés kudarcának kérdésével foglalkozott, azt állítva, hogy bár Izraelnek volt a térség legkiterjedtebb és legjobban finanszírozott hírszerző szerve, valamint a militáns csoportokon belüli informátorok és ügynökök hálózata, mégsem látta előre az eszkalációt. Hozzátette, hogy „a Hamásznak rendkívüli szintű operatív biztonságot kellett nyújtania”. Amerikai tisztviselők megdöbbenésüket fejezték ki, hogy az izraeli hírszerzés nem tudott a Hamász előkészületeiről. Amir Avivi, az izraeli hadsereg gázai hadosztályának volt parancsnokhelyettese a Financial Timesnak, amely arról számolt be, hogy a támadások megingatták az ország hírszerző szolgálataiba vetett hitet, azt mondta, hogy „ez egy olyan kudarc, amely nem kisebb, mint a jom kippuri háború”.
A Hamász és az izraeli katonai vezetés forrásai a Reutersnek elmondták, hogy a támadás a Hamász évek óta tartó kampányának csúcspontja volt, amelynek célja, hogy megtévessze Izraelt, hogy a csoportot elsősorban gazdasági és kormányzati kérdések érdeklik a harcok helyett.

### Hatása az izraeli–szaúdi kapcsolatok rendeződésére
A The Times of Israel című lap elemzésében azt írta, hogy a „Hamász erőszakosan visszaterelte a világ figyelmét a palesztinokra, és nagy kárt okozott az Izrael és Szaúd-Arábia közötti, az Egyesült Államok által közvetített, mérföldkőnek számító megállapodás megkötésének lendületében.” A The New York Times az izraeli és szaúdi kapcsolatok rendeződésének mind halványabb kilátásairól számolt be Szaúd-Arábia azon nyilatkozata alapján, mely szerint az ország többször is figyelmeztetett „a helyzet robbanásának veszélyeire a folyamatos megszállás, a palesztin nép és törvényes jogainak semmibe vétele, valamint a szentségei elleni rendszerszintű provokációk megismétlődése következtében.”
Andreas Kluth, a The Economist egykori szerzője a Bloomberg News hasábjain azt írta, hogy a Hamász „felgyújtotta Biden alkuját a Közel-Kelet újjáalakításáról”, mert szerinte a Szaúd-Arábia, Izrael és az Egyesült Államok között tárgyalt megállapodás cserben hagyta volna a palesztinokat, s ezért döntött úgy a csoport, hogy „felrobbantja az egészet”. Hozzátette, hogy Gázából nézve a dolgok csak rosszabb irányba fordulhattak volna, tekintve, hogy Benjámín Netanjáhú koalíciós partnerei ellenezték a konfliktus kétállami megoldását, és inkább Ciszjordánia egészét annektálták volna akár Izrael apartheid állammá válásának árán is.
Az is felmerült, hogy Irán megpróbálja szabotálni az Izrael és Szaúd-Arábia közötti kapcsolatokat.

## Fordítás
Ez a szócikk részben vagy egészben  az   October 2023 Gaza−Israel conflict című angol Wikipédia-szócikk ezen változatának fordításán alapul.  Az eredeti cikk szerkesztőit annak laptörténete sorolja fel. Ez a jelzés csupán a megfogalmazás eredetét és a szerzői jogokat jelzi, nem szolgál a cikkben szereplő információk forrásmegjelöléseként.